# Hét-lyuk
A Hét-lyuk Magyarország megkülönböztetetten védett barlangjai között van. A Duna–Ipoly Nemzeti Park területén található. A Budai-hegység egyetlen aknabarlangja. Nagy mennyiségű, foszfáttartalmú guanót bányásztak belőle. A Remete-szurdok második leghosszabb barlangja, a leghosszabb a Remete-hegyi 8. sz. barlang.

## Leírás
A Budai Tájvédelmi Körzetben, a Remete-szurdok É-i oldalán, Remeteszőlős külterületén, Budapest határától nem messze, cserjésben, a Remete-hegy tetején, tetőperemi helyzetben, a völgy oldalának D felé kinyúló ormán, az orom DK-i felén, fokozottan védett területen lévő sziklakibúvásban nyílik a 7 bejárata. Az egymáshoz közel található bejáratai közül négynek függőleges, háromnak lejtő a tengelyiránya. A barlang helyét és nevét feltüntetik a turistatérképek, de jelzett turistaút nem vezet hozzá. A Remete-hegyi 8. sz. barlang felső bejárata a Hét-lyuk legnyugatibb bejáratától kb. 10 m-re DNy-ra van. A Remete-barlangtól K–ÉK-re légvonalban kb. 200 m-re van. A Remete-szurdok felső barlangszintjében (ez a szint a völgytalp felett 130 m-re, 400 m tszf. magasságban húzódik) helyezkedik el.
Az I. bejárat ovális alakú, függőleges tengelyirányú, 0,65 m széles és 2,3 m magas. A II. bejárat szabálytalan alakú, függőleges tengelyirányú, 3,9 m széles és 6,1 m magas. A III. bejárat szabálytalan alakú, függőleges tengelyirányú, 3,61 m széles és 2,6 m magas. A IV. bejárat ovális alakú, függőleges tengelyirányú, 0,7 m széles és 1,5 m magas. Az V. bejárat ovális alakú, lejtő tengelyirányú, 1,1 m széles és 1,7 m magas. A VI. bejárat íves alakú, lejtő tengelyirányú, 2,3 m széles és 4,2 m magas. A VII. bejárat szabálytalan alakú, lejtő tengelyirányú, 1,05 m széles és 1,2 m magas.
Felső triász vastagpados dachsteini mészkőben, elsődlegesen karsztvízszint alatti oldódással, másodlagosan omlással alakult ki. Az omlással kialakulás másodlagos folyamat, de nagyon látható benne. Irodalmában előfordul az is, hogy víznyelőbarlang. Többszintes térformájú barlang. A nagyformák közül akna, kürtő és gömbfülke figyelhetők meg. Kisformái a gömbüst, a mennyezeti csatorna és a mennyezeti zsebek. Képződött a járatokban gyengén fejlett állócseppkő, gyengén fejlett függőcseppkő, gyengén fejlett szalmacseppkő, gyengén fejlett cseppkőléc, gyengén fejlett cseppkőkéreg, cseppkőlefolyás, amelyek jelenleg pusztuló állapotban vannak, és a legfelső részeken kondenz borsókő.
Két részre osztható. Felső része rombarlang. A Feneketlen-akna aljától kezdődő Alsó-barlangban nagy mennyiségű denevérguanó volt. Napjainkban is előfordulnak a barlangban denevérek. A legnagyobb terme a 10 m hosszú, 10 m magas és átlagosan 3 m széles Nagy-terem. A teremben van a legmélyebb pontja, 33 m mélyen. A barlang megtekintéséhez nem kell engedély, de teljes bejárásához kötéltechnikai eszközök alkalmazása szükséges. Nagyon sok különböző állapotú fix nitt van elhelyezve benne. Három bejáraton keresztül kötéltechnikai eszközök nélkül be lehet jutni. Az Alsó-barlang csak kötéltechnikai eszközökkel járható.
A barlang a nevét a hét bejárata miatt kapta. Előfordul a barlang az irodalmában 9. számú barlang (Horváth, Szunyogh 1971), Budai Hétlyuk (Sebős 1932), Feneketlen zsomboly (Bertalan 1966), Guano barlang (Kazay 1915), Guánó-barlang (Bertalan 1966), Hét-luk (Kraus 2004), Hétlyuk (Kadić 1932), Hét lyuk (Horn 1932), Hétlyuk-barlang (Pápa 1966), Hét-lyuk-barlang (Horváth, Szunyogh 1971), Hétlyuk barlang (Bertalan 1976), Hétlyukbarlang (Pápa 1938), Hét-lyuk barlangrendszer (Bertalan 1976), Hétlyuk-zsomboly (Leél-Őssy 1950), Hétlyuk zsomboly (Topál 1954), Hét-lyuk-zsomboly (Kordos 1984), Hét-lyuk zsomboly (Bertalan 1976), Remete-hegyi 9. sz. barlang (Kordos 1984), Remetehegyi 9. sz. barlang (Bertalan 1976), Remetehegyi barlang (Kadić 1952), Remetehegyi hétlyuk (Kadić 1919), remete-hegyi Hét-lyuk (Kordos 1984), remetehegyi Hétlyuk (Bertalan 1966), Remetehegyi hét lyuk (Barcza, Thirring 1920), Remetehegyi Hétlyuk (Kessler 1931), Remete-hegyi-zsomboly (Bertalan, Schőnviszky 1973–1974) és Remetehegyi zsomboly (Barlangvilág 1933) neveken is.

## Kutatástörténet

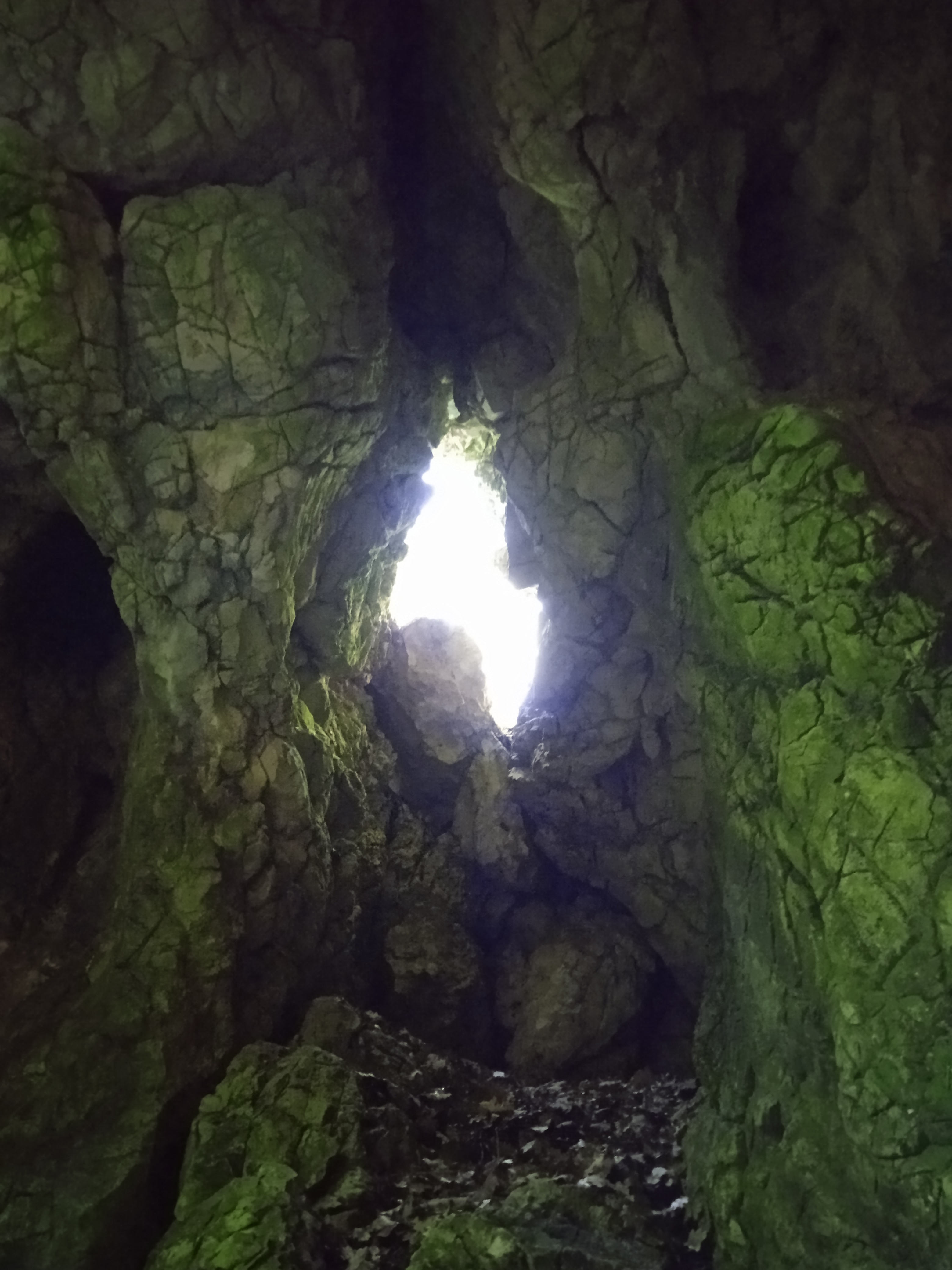
A Hét-lyuk egyik része

### 1877–1932
Az 1877. évi Archaeologiai Értesítőben meg van említve, hogy a Magyar Nemzeti Múzeum régiségtára novemberben gyarapodott 1 (állattól származó) alsó állkapoccsal, 2 csonttal és 3 cseréppel is. Ezeket a leleteket, melyek a budai Remetemária közelében elhelyezkedő sziklaodúból kerültek elő, Lóczy Lajos ajándékozta a múzeumnak. Az 1904. évi Budapest Régiségeiben meg van említve, hogy valószínűleg kőkori tanyahelyek voltak Remetemária sziklaodúi, ahonnan Lóczy Lajos (Régészeti N., 168/1877.) vitt a Magyar Nemzeti Múzeumba durva cserépdarabokat.
A Turisták Lapja 1915. évi évfolyamában megjelent, Kazay Endre által írt ismertetés szerint Kazay Endre és Tödter Gyula (Juliusz) október egyik napján kirándultak a Máriaremetei-szurdokba, hogy a szurdok barlangjait átnézzék. Tödter Gyula jól ismerte a szurdok topográfiáját, de a Guano barlangot mégsem találták meg. A barlangot a hegygerincről akarták megközelíteni és sokat bolyongtak a területen, ahogy azt a mellékelt helyszínrajz útvonala mutatja. A barlang bejárata kürtőszerű és emiatt nem könnyű belemenni, valamint régen sok guanót találtak benne. A publikációban látható a máriaremetei barlangvidék helyszínrajza, amelyen jelölve van a Guano barlang földrajzi elhelyezkedése. A helyszínrajzot Kazay Endre készítette.
Az 1919. évi Barlangkutatásban lévő, Scholtz Pál Kornél beszámoló alapján Kadić Ottokárt Lóczy Lajos bízta meg, hogy a Budai-hegység barlangjait felmérje és ebben a munkában a Pannónia Turista-Egyesület Barlangkutató Szakosztálya támogatta Kadić Ottokárt. A távolabbi barlangok közül a Remetehegyi hétlyuk is fel lett mérve. Az 1919. évi Barlangkutatásban publikált, Kadić Ottokár által írt jelentésben meg van említve, hogy a Pál-völgyi-barlang kutatásának befejezése után 1919-ben a többi pál-völgyi és Budapest vidéki barlang, például a Remetehegyi hétlyuk tanulmányozására és felmérésére került sor. A barlang felmérését a Pannonia Turistaegyesület Barlangkutató Szakosztály tagjai (Frölich Árpád, Bagyura János, Jilek Antal, Som Imre, Ruzitcska Gyula, Pürner József, Frei Hermán és mások) segítették. A barlangban a kutatás be van fejezve. A jelentésből az is megtudható, hogy az Ördög-árok szurdokának K-i végén, a kőbányától ÉNy-ra, a Remete-hegy lejtőjének legmagasabb részén, sziklás hegyoldalban van a 7, egymás mellett nyíló bejárata.

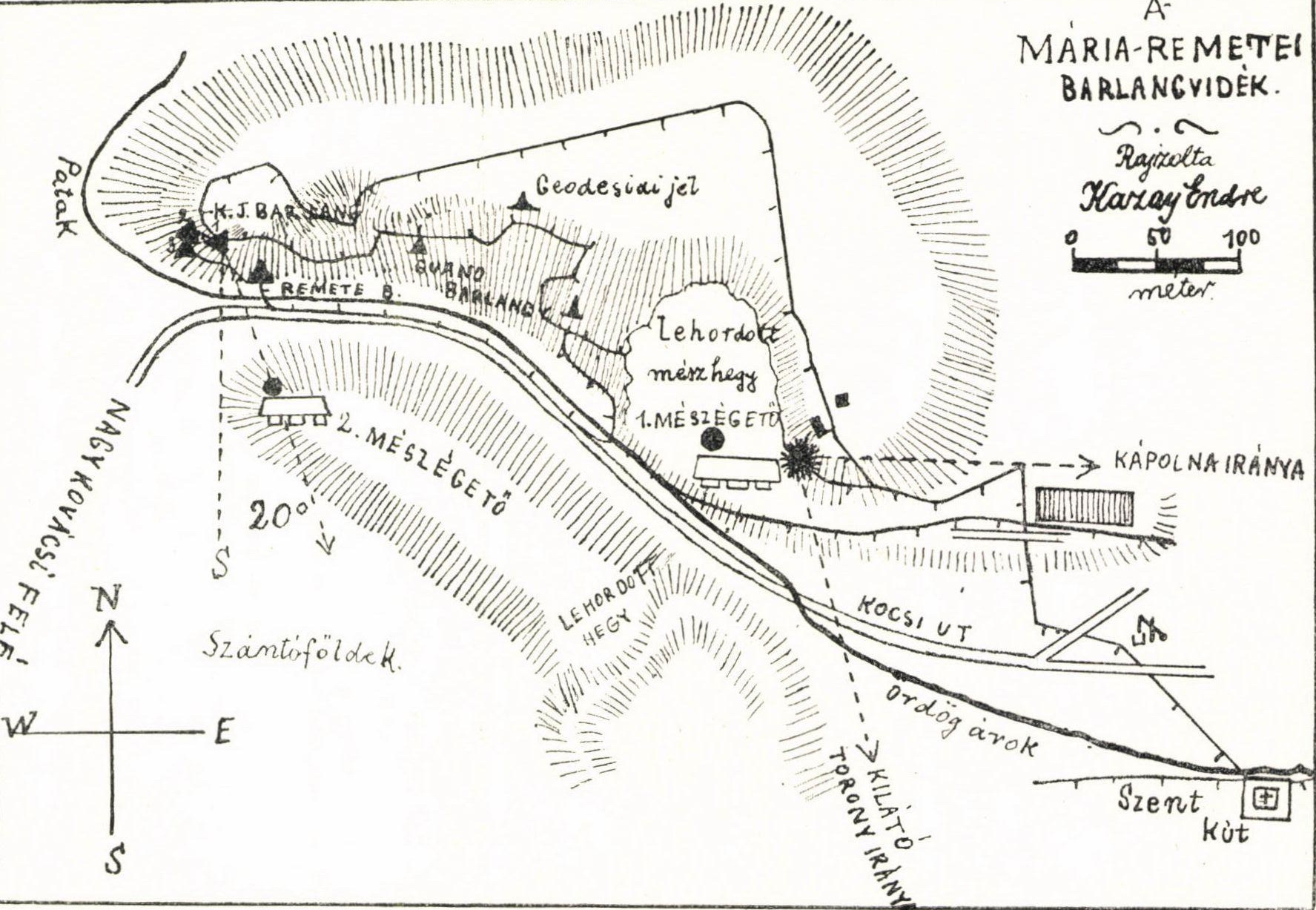
A Remete-szurdok helyszínrajza (Kazay Endre munkája), amelyen látható a Hét-lyuk földrajzi elhelyezkedése. A térképvázlaton a Hét-lyuk neve Guano barlang

Az 1920-ban kiadott, Budapest Duna-jobbparti környéke című útikalauzban az jelent meg, hogy a Remete-hegy oldalában van néhány barlang. A Remete-völgy K-i végénél, sziklás hegyoldalban, a hegytető és a mészégető kemencék közelében, bokrok által eltakarva nyílik a Remetehegyi hét lyuk. Ez hét, egymáshoz közel nyíló lyuk, amelyek két különálló, beomlásnak indult függőleges üregbe vezetnek. Az első két lyuk egy nagyon mély ördöglyukba vezet, öt lyuk pedig hasonló bonyolult üreg felett található. Az üregek jól bemutatják, hogyan alakul ki dolina (töbör) barlangok beomlása miatt.
Az 1920-ban közölt és Kadić Ottokár által írt, a Budapest Duna-jobbparti környéke című útikalauzt ismertető írásban meg van említve, hogy a kalauzban szerepel a Remetehegyi hétlyuk. A Turisták Lapja 1921. évi évfolyamában publikálva lett, hogy Kadić Ottokár beszámolt a főváros környékén lévő barlang kutatásáról az 1919. évi Barlangkutatásban. Az 1924-ben megjelent, Budapest Duna-jobbparti környéke című kiadványban meg van ismételve az 1920-ban publikált könyv Hét-lyukat bemutató része. Az 1927. évi első nemzetközi barlangtani kongresszus résztvevőinek egy része 1927. szeptember 22-én a Nagy-szénási turista otthonból a Remete-hegyen át, a zsombolyt érintve kirándult Hűvösvölgyig.
1931 nyarán Kessler Hubert új részeket tárt fel benne. A Turisták Lapja 1931. évi évfolyamában publikált, szerzőnév nélkül megjelent közleményben az olvasható, hogy az egyik, 25 m-es aknájának alján nemrég új részeket fedeztek fel, amelyekben állati csontokat, köztük egy diluviális szarvasagancsot találtak. A Magyar Barlangkutató Társulat 1931. december 19-én tartott választmányi ülésén Kessler Hubert beszámolt a nyáron végzett kutatásról, amelyet a barlangban végzett. A Turisták Lapja 1931. évi évfolyamában, a Bekey Imre Gábor által írt publikációban az jelent meg, hogy csak sziklamászóknak érdekesek a Remete-hegyen található ravaszlyukak. Az 1931-ben napvilágot látott, Kadić Ottokár által írt, Budapest – barlangváros című cikkben az olvasható, hogy a Remete-hegy oldalában nyíló barlang a főváros területén található, de távol van Budapest központjától. A Budapesti Egyetemi Turista Egyesület 1914–1931. évekről szóló évkönyvében az került kiadásra, hogy a barlangkutató osztály tagjainak legújabb felfedezése volt a Remetehegyi Hétlyukban talált új részek feltárása.

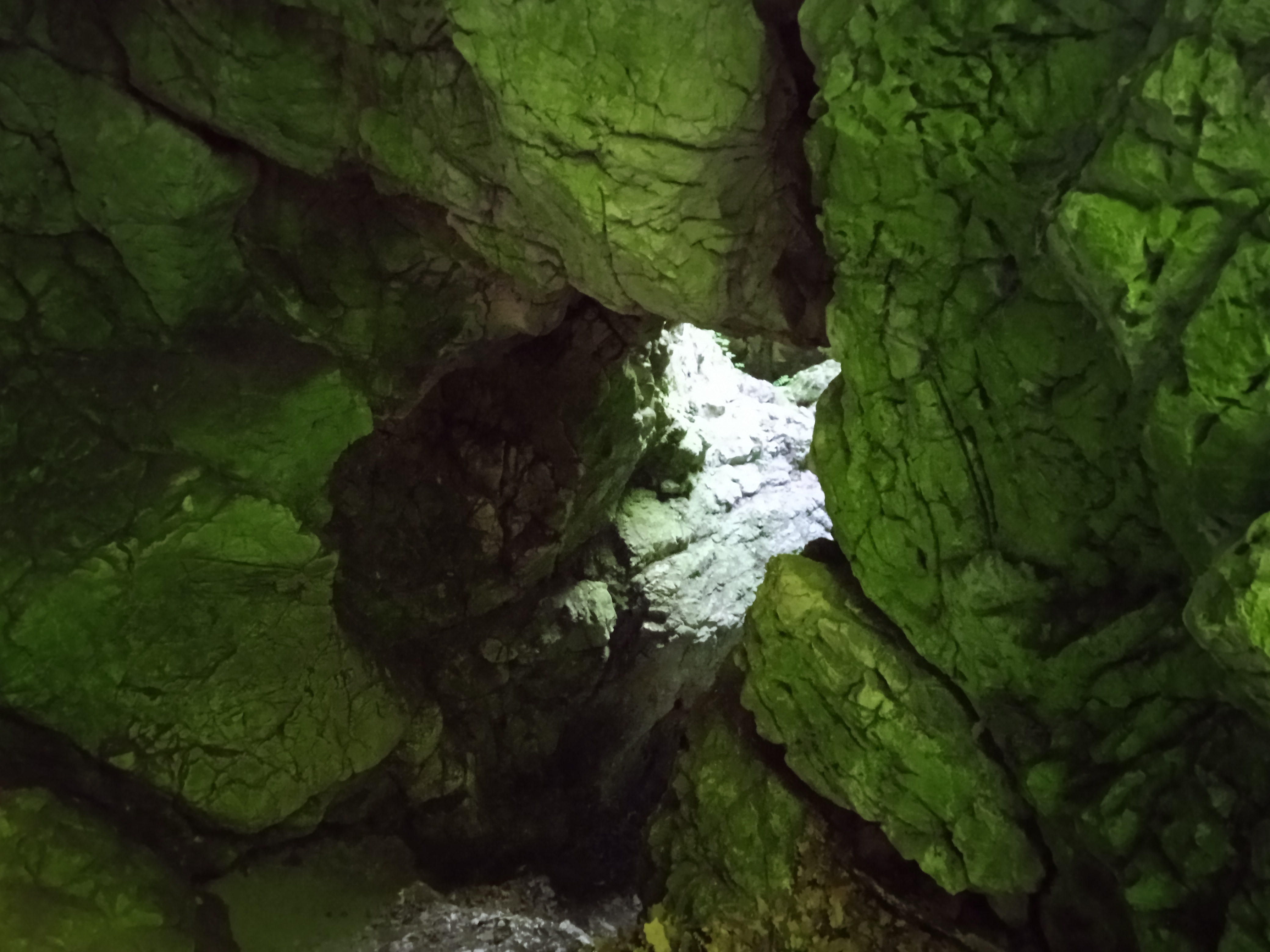
A Hét-lyuk egyik része

A Turistaság és Alpinizmus 1932. évi évfolyamában megjelent, Horn K. Lajos által írt rövid közlemény szerint Kessler Hubert Remetemária közelében, a Hét-lyuk mellett addig nem ismert foszfátos barlangot kutatott fel és a Kessler Hubert által felfedezett nagy mélységű barlang ismertetésére még vissza fognak térni. A következő számban az jelent meg, hogy a 25 m mély aknabarlang mélyponti részén a kőtörmelék eltávolításával felfedezett vízszintes rész alján 4 m vastag foszfátos kitöltés van és a réteg állatok maradványaitól származik, valamint ennek mennyisége az addigi mérések és fúrások alapján ezer mázsánál több. A talált barlangi foszfát az első csonkamagyarországi előfordulás volt.
Az 1932-ben kiadott, Az Aggteleki cseppkőbarlang és környéke című könyvben lévő barlangleírás 3 publikáció alapján lett írva. A vonatkozó részben az látható, hogy a Budai-hegységben, a Remete-hegy lejtőjének legmagasabb részén, az Ördög-árok szurdokának K-i végén nyílik a Hétlyuk. 7 bejárata van, amelyek egymás mellett helyezkednek el. Egy nagyon mély zsombolyba vezet két felszíni lyuk, a többi egy nagyon bonyolult, szintén zsombolyszerű és merőleges üregbe nyílik. A Barlangvilág 1932. évi évfolyamában látott napvilágot a Budapesti Egyetemi Turista Egyesület Barlangkutató Osztályának 1931. évi tevékenységéről szóló beszámolója, amely szerint az új, Kessler Hubert által feltárt részek Csonkamagyarországon egyedülálló mennyiségben tartalmaznak foszfátföldet. A Barlangvilág 1932. évi évfolyamában publikált, Kadić Ottokár által írt jelentésben az olvasható, hogy a barlang érdekes, pusztulásnak indult zsomboly. A zsombolyt 1931-ben Kessler Hubert felmérte, lefényképezte és részletesen leírta.

### 1933–1949

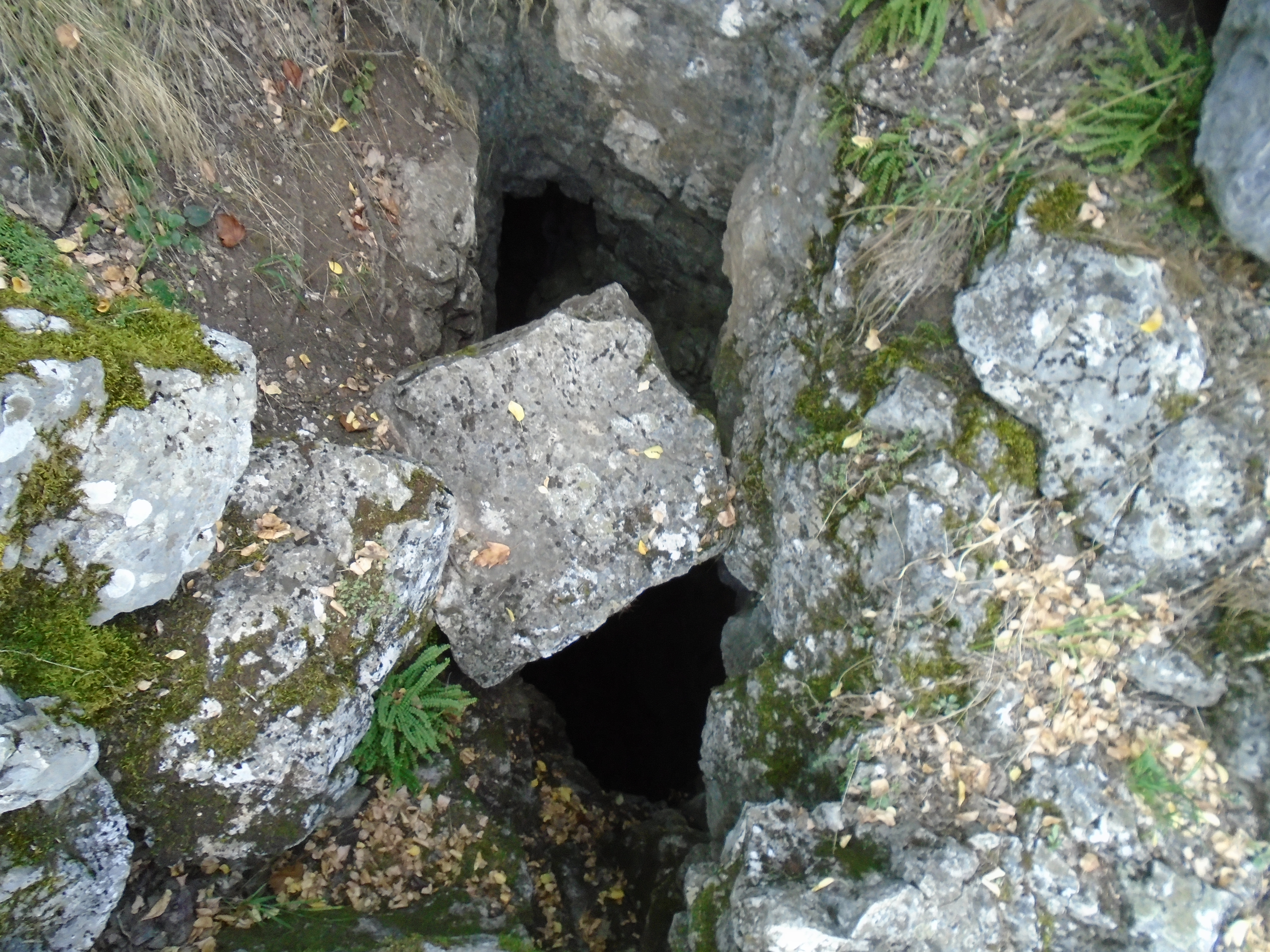
A Hét-lyuk egyik bejárata

A Barlangvilág 1933. évi évfolyamában megjelent, hogy a Magyar Barlangkutató Társulat 1933. április 24-én tartott szakülésén előadást tartott Kessler Hubert a barlangban talált, új magyar foszfát-előfordulásról. 7 bejárata közül a legmélyebbet, azaz a 22 m mélységűt az alján kibontották és megtalálták a zsomboly vízszintes folytatását, amelynek alján 7,88–14,8% foszforsavat tartalmazó trágya van. Az 1934-ben kiadott, Budai hegyek részletes kalauza című könyvben ismertetve van a Hét-lyuk. A kiadványban publikálva lett a barlang függőleges hosszmetszet térképe.
Az 1935. évi Erdészeti Lapokban közölve lett, hogy a Remete-hegy tetejéhez közel, a Remete-völgy K-i végénél, egy kőbányától ÉNy-ra, sziklás hegyoldalban vannak bejáratai. Egymás mellett 7 nyílás látható, amelyek többsége üregbe vezet és Kadić Ottokár szerint ez az üreg a pusztulóban lévő barlang tipikus példája, amely később dolinává fog alakulni. A Barlangvilág 1936. évi évfolyamában kiadott és Kadić Ottokár által írt összegzésben az olvasható, hogy a Budapesti Egyetemi Turista Egyesület Barlangkutató Szakosztályának tagja, Vecsey György 1935-ben kutatott a barlangban.
Az 1936-ban napvilágot látott, Barlangok mélyén című könyvben van egy rész, amely a barlangról és a barlang kutatásáról szól. Eszerint a főváros közelében, a Remete-hegy sziklás tetején van függőlegesen a mélységbe vezető nyílása és a nyíláshoz nem vezetett vízfolyás. A könyv szerzője, Kessler Hubert a zsombolyban a gyakorlatban akarta bizonyítani azt az elméletét, hogy minden zsombolyból fel lehet fedezni egy vízszintes barlangot, ha a törmelék eltávolítható, hogy az elzárt oldalfolyosókba be lehessen jutni. A zsombolyba kötél segítségével ereszkedett le és 21 m mélységben érte el a feneket. A vízszintes barlang nélküli zsomboly lent kiszélesedett és törmelékkúp volt alján. A törmelékkúp alján kulacsot, pipát, sapkát, szeszfőzőt, spárgára kötött kerékpárlámpát és egy majdnem kimúlt kiskutyát talált, amelyeket szerinte a mélység megmérése miatt dobtak, vagy ejtettek a barlangba a környéki kirándulók.

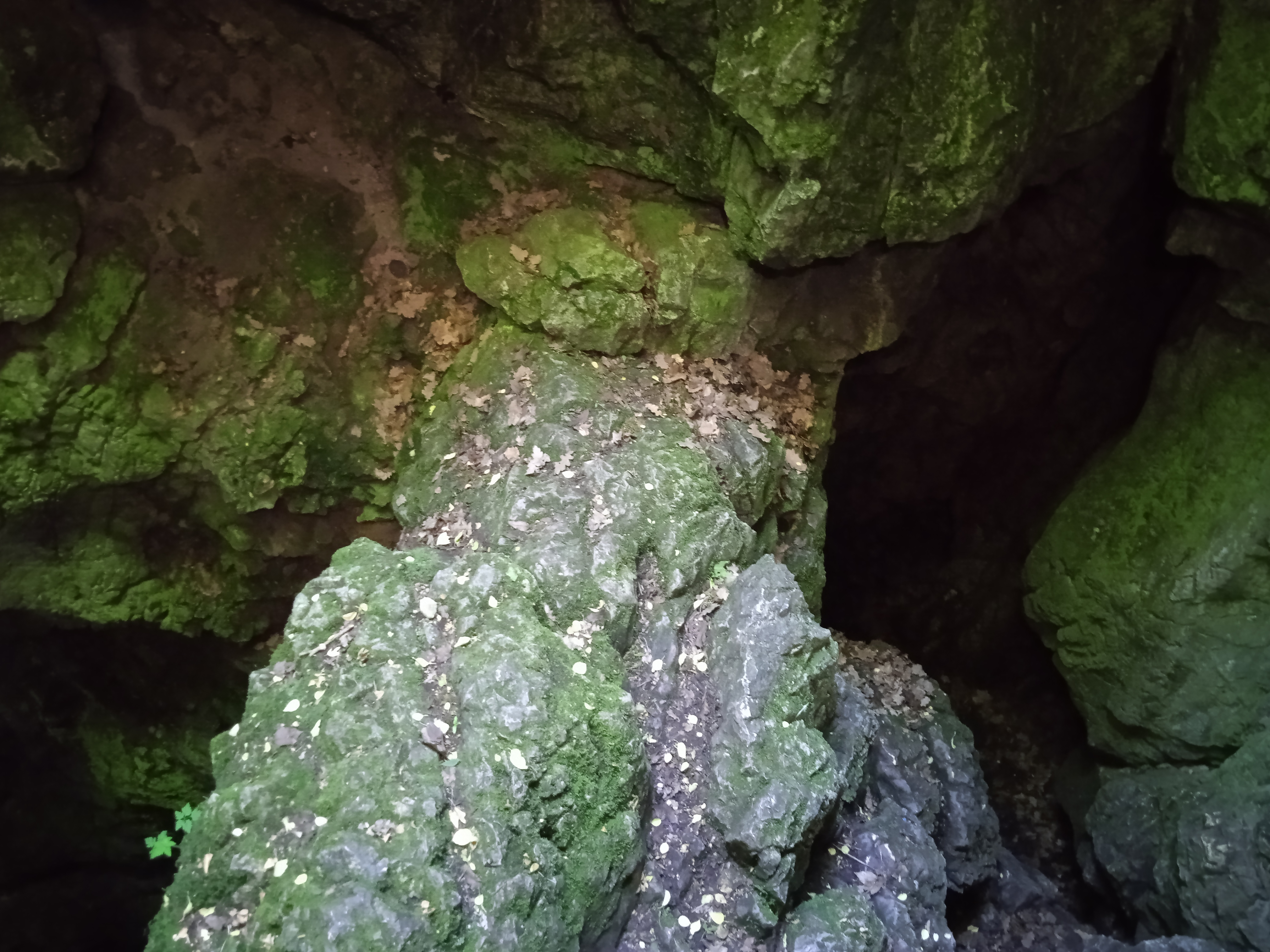
A Hét-lyuk egyik része

Néhány óra alatt át tudta bontani a sziklás kitöltést és sikerült feltárnia a vízszintes barlangot. Ezért szerinte sikerült bizonyítania elméletét. Először meredek lejtőt fedezett fel, majd párhuzamos falú és vízszintes folyosót. A folyosó végén egy nagyobb terem volt, ahol sok állatcsontot, koponyát látott és a talaj nagyon puha volt. A teremből egy másik, hosszú terembe jutott át, amelynek omladék zárta el folytatását. A feltárt rész kitöltéséből mintát vett. A barnás színű minta nagyítóval történt vizsgálatakor megállapította, hogy nagyon apró szőrszálak, fehér szemcsék és apró bogarak kitines testrészei látszódnak benne. A fehér szemcsékről mikroszkóppal megállapította, hogy elmállott csontdarabkák. A Földtani Intézet és a Vegyvizsgáló Állomás elemzése szerint az anyag 14% foszforsavat tartalmazott.
Az 1937-ben napvilágot látott és Jablonkay István által írt kiadványban szó van arról, hogy Nagykovácsin, a Remete-hegyen, a szurdok bal pereme közelében van egy jól fejlett zsombolyrendszer. Ez a Hétlyuk, amely hatalmas üregek és csatornák rendszere. A 30 m mély Feneketlen-zsomboly a legmélyebb része a sokágú zsombolyrendszernek. A Feneketlen-zsombolynak alul tág, felül pedig nagyon szűk a függőleges kürtője. Ez a kürtő alulról nemrég harapódzott fel a felszínig. A zsombolyrész bejárata egy nagyon keskeny rés. Még nem nagyon látszódnak felszíni vízfolyás nyomai a nyíláson. A többi ág bejáratát már kibővítette a felülről befolyó vízfolyás. Ezért ezek tölcsérhez hasonlóan felfelé tágulnak. Minden kürtő és ág egy zsombolyrendszerhez tartozik, de a kapcsolat nem mindenhol látszik, mivel a szűk csatornák és összekötő nyílások több ponton el vannak tömve leomlott törmelékkel.

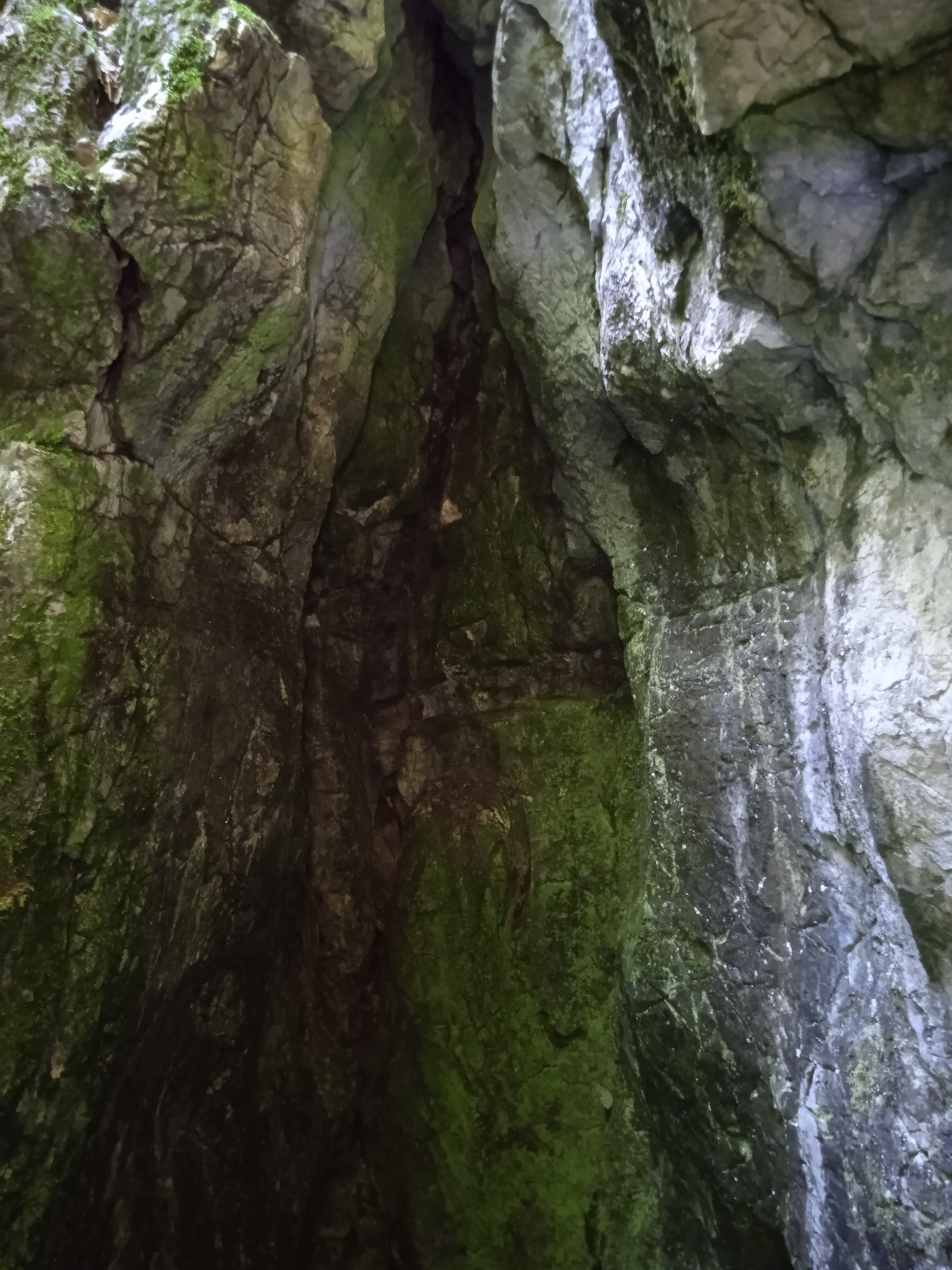
A Hét-lyuk egyik része

A kiadványhoz mellékelve lett a barlang három fekete-fehér fényképe, amelyeket Jablonkay István készített. Az első fényképen a Feneketlen-zsomboly bejárata látható felülről fényképezve. A másodikon a Hét-lyuk zsombolyrendszer egyik víznyelője figyelhető meg felülről fényképezve. A harmadik fényképen a víznyelő bejárata van megörökítve, amely alulról lett fényképezve. A bölcsészdoktori értekezésbe bekerült a zsomboly Kessler Hubert rajzán alapuló hosszmetszet térképe. Az 1937. évi Barlangvilágban látott napvilágot Kerekes József egyik tanulmánya és a publikáció szerint a Budai-hegységben nincs zsomboly, csak a remete-hegyi szurdok felett van egy zsomboly a hévízműködés emléke nélkül és karsztos barlangok mellett.
A Turisták Lapja 1937. évi májusi számában megjelent közlemény szerint Jellinek János és társai a barlangban dolgoznak. Az 1938. február 15-i Magyar Turista Életben kiadott, Pápa Miklós által írt cikkben három remete-szurdoki barlang van említve név szerint, ezek egyike a Hét-lyuk. A cikk szerint tilos a völgy Ny-i részén nyíló és hegyoldalba mélyedő barlangba menni. Egy hatalmas barlang beszakadásával keletkezett a szurdok és ennek a hatalmas barlangnak maradványa a Hét-lyuk, amely nagyon közel van a hegy tetejéhez. Az 1941. évi Barlangvilágban meg van említve, hogy 1940-ben a Budapesti Egyetemi Turista Egyesület Barlangkutató Szakosztály tagjai népszerűsítő barlangtúrákon és tanulmányutakon megtekintették pl. a Remetehegyi zsombolyt.
Az 1942. április 30-i Magyar Turista Élet című folyóiratban olvasható, hogy a szakosztály páratlanul lelkes és fáradhatatlan turista-barlangkutató gárdájával szoros összefüggésben van a remete-hegyi foszfáttelep felfedezése. A Hidrológiai Közlöny 1942. évi évfolyamában Láng Sándor kis méretű víznyelő hasadéknak írta le. Az 1942-ben kiadott, Barlangok mélyén című könyv második kiadásában ugyanaz van leírva a barlangról és kutatásáról mint az első kiadásban. Az 1942-ben kiadott, Budapest története című könyv Tompa Ferenc által írt fejezetében szó van arról, hogy Rómer Flóris után Nagy Géza is említette, hogy Remetemária sziklaodúiból előkerültek durva cserepek, melyek valószínűleg a csiszolt kőkorszakból származnak.
Jakucs László 1946. március 10-én, vasárnap, 20 évesen járt a Hét-lyukban. Jakucs Lászlónak ez volt az első barlangtúrája. A barlangról Leél-Őssy Sándor olvasott egy Budai-hegység útikalauzban és Leél-Őssy Sándornak volt az ötlete, hogy keressék meg a barlangot és járják be. A Leél-Őssy Sándor által olvasott leírás szerint világítószerszám segítségével lehet látni alján és csak kötéllel, vagy kötélhágcsóval lehet leereszkedni a zsombolyba. A barlangba kötéllel próbálta meg Jakucs Lászlót leereszteni Leél-Őssy Sándor. A kötél vége fához lett kötve és Jakucs László gyertyát használt világítóeszköznek. Leél-Őssy Sándor nem bírta megtartani a Jakucs László derekára kötött kötelet és Jakucs László kb. 13 m-t zuhant a 23 m mély barlangban és csak az a fa akadályozta meg, hogy a barlang járószintjére essen, amelyikhez a kötél kötve lett. Kb. egy órát lógott a kötélen eszméletlenül és öt szerzetes húzta ki a sziklakútból, akiket Leél-Őssy Sándor hívott Máriaremetéről. Hat héttel később Jakucs László balesetmentesen eljutott a barlang aljáig. A zsombolyban történt balesete ellenére Jakucs László tovább járta a barlangokat, sőt, a baleset miatt azok tudatos kutatására és alaposabb megismerésére törekedett.

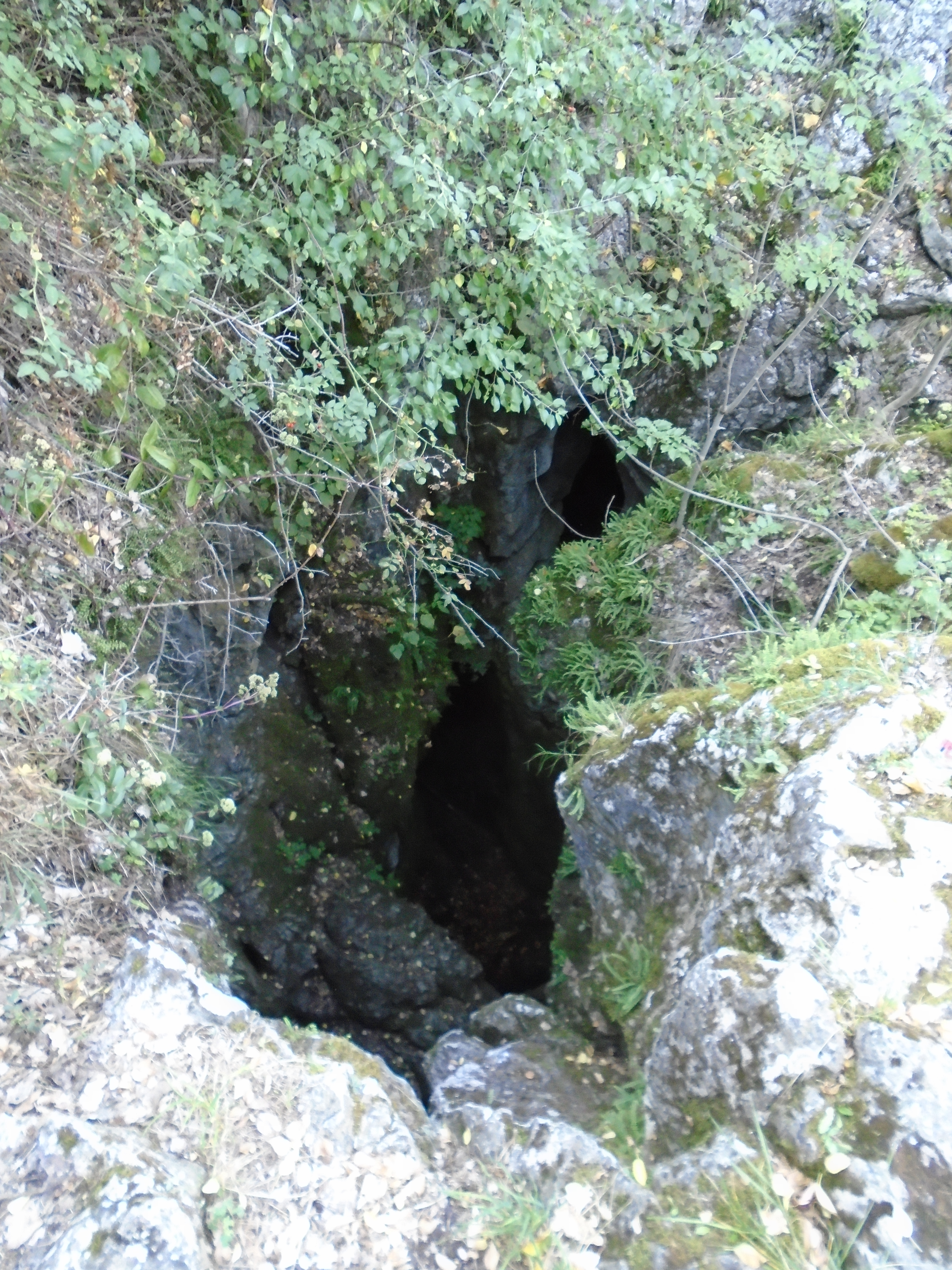
A Hét-lyuk egyik bejárata

A Földtani Értesítő 1948. évi évfolyamában az olvasható, hogy a Foszfát-terem nevű részt 1931-ben tárták fel és az egy temetőhely volt, ahová az állatok meghalni mentek, de az odavezető utakat még nem sikerült megtalálni. A teremben lévő bádogdobozban füzetet helyeztek el, amelybe a terembe lemerészkedők neveiket írták és a barlang látogatásához MÁLLERD-engedély szükséges. Leél-Őssy Sándor a Magyar Hidrológiai Társaság 1949. március 9-i ülésén tartott egy előadást. Az előadás témája a Hét-lyuk volt. Leél-Őssy Sándor a társaság 1949. november 9-i szakülésén tartott egy előadást, amelyben ismertette a Remete-szurdok barlangjait.

### 1950
A Hidrológiai Közlöny 1950. évi évfolyamának 3–4. számában megjelent a Leél-Őssy Sándor által 1949. március 9-én tartott előadás szövege. A publikáció címe A remetehegyi Hétlyuk-zsomboly. A tanulmányban szó van arról, hogy a festői szépségű Remete-szurdok felett, a Remete-hegy sziklás és meredek oldalában, a hegy tetejéhez közel nyílik a Hétlyuk-zsomboly, amely a Budai-hegység egyetlen zsombolya. Ahogy a neve is mutatja, nem egyetlen zsombolykürtőből áll, hanem hét bejáratú, hatalmas zsombolyrendszer. A hét lyuk közül egymásba nyílik kettő és egy nagyon mély kürtőt (illetve aknát) alkotnak (Feneketlen-zsomboly). Ez levezet egy mostanában feltárt barlangba. Egy nagyon lepusztult és kevésbé mély folyosórendszerbe (Nagy-zsomboly) torkollik másik öt ága. A folyosórendszer egészen el volt tömődve lefelé és emiatt csak nemrég találták meg Leél-Őssy Sándorék a Feneketlen-zsombolyhoz vezető átjárót. A Hét-lyukkal eddig Kessler Hubert, Jaskó Sándor, Bertalan Károly és Jablonkay István foglalkoztak részletesen, de Kessler Huberten kívül egyikük sem foglalkozott alaposan a barlang kialakulásával.
A Remete-hegy jelenleg magasan elhelyezkedő, de már száraz, pusztuló forrásbarlangjai a pliocénban és az ópleisztocénban keletkeztek. (Hét-lyuk alatti barlang, Remete-hegyi-kőfülke és még néhány kisebb félbemaradt, illetve felszakadt barlang, valamint forrásüreg.) Ezután a fiatal tektonikus kiemelkedés és az erózióbázis klimatikus eredetű bevágódása miatt lejjebb szállt a Remete-hegy karsztvízszintje is és elkezdtek pusztulni a szárazzá vált barlangok. Kessler Hubert bevallottan deduktív módszerrel akarta bizonyítani saját zsombolykeletkezési elméletét. Tehát egy előre kigondolt elméletéhez keresett bizonyítékot a Hétlyuk-zsombolyban. Kessler Hubert ezzel kapcsolatban azt írta, hogy gyakorlatilag is be akarta bizonyítani elméletét. Erre a célra a Budapest közelében található zsombolyt választotta. Kessler Hubert szerint a Hét-lyuk szabályos, normális zsomboly, amely nagyon alkalmas volt a kísérlethez.

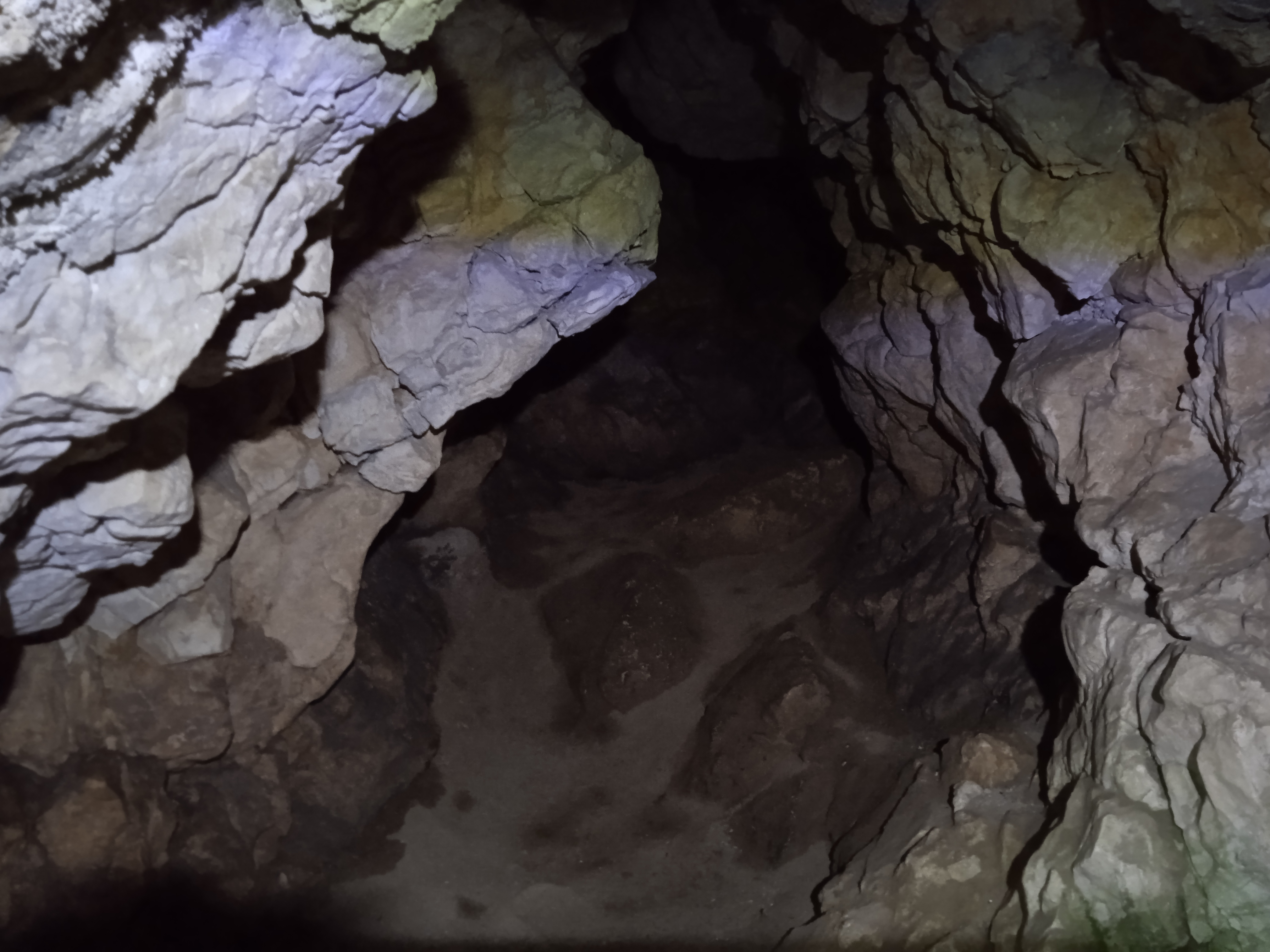
A Hét-lyuk egyik része

Leél-Őssy Sándor szerint Kessler Hubertnak szerencséje volt, mert az előzetesen elképzelt elmélete a Hét-lyukra körülbelül ráillett. Emiatt azonban még egyáltalán nem jelenthető ki, hogy ilyen a többi zsomboly is. Nagyon vitatható módszere is. Venkovits István a Magyar Barlangkutató Társulatban 1948 júliusában tartott hasonló tárgyú előadáshoz kapcsolódó hozzászólásában említette, hogy a Hét-lyukhoz hasonló zsombolyok csak tektonikus eredetűek. Úgy gondolta, hogy a Hétlyuk-zsomboly is tektonikus hasadék, amelyre nem illik a Kessler Hubert féle elképzelés. Leél-Őssy Sándorék saját méréseik alapján megállapították a zsomboly fontosabb méreteit. Legnagyobb mélysége 19,5 m (Feneketlen-zsomboly). Csak 11 m mély a Nagy-zsomboly nevű zsombolyág. A Nagy-zsomboly 5–7 m átmérőjű a felszínen és az alján is. 27 m hosszú az anyabarlang.
A Hétlyuk-zsomboly formakincsének vizsgálata közben rögtön észrevehető, hogy nem egyszerű és nem egységes karsztos forma. Egyrészt a Feneketlen-zsomboly, másrészt a többi öt zsombolyág kinézete teljesen eltérnek egymástól. Majdnem ép és szabályos zsombolykürtő a Feneketlen-zsomboly nevű kürtő. Fokozatosan tágul lefelé. Viszonylag könnyen át lehetett menni belőle az anyabarlangba és még nincs nagyon lepusztulva. Ezzel szemben a másik öt zsombolykürtő a felszakadás utáni formakincséből keveset őrzött meg. Közülük csak három az igazi, felszakadt zsombolykürtő, a másik két ág felszakadás után, későbbi beomlások, illetve erózió és korrózió miatt kialakult oldalág. A Feneketlen-zsombolynak is van hasonló oldalága.

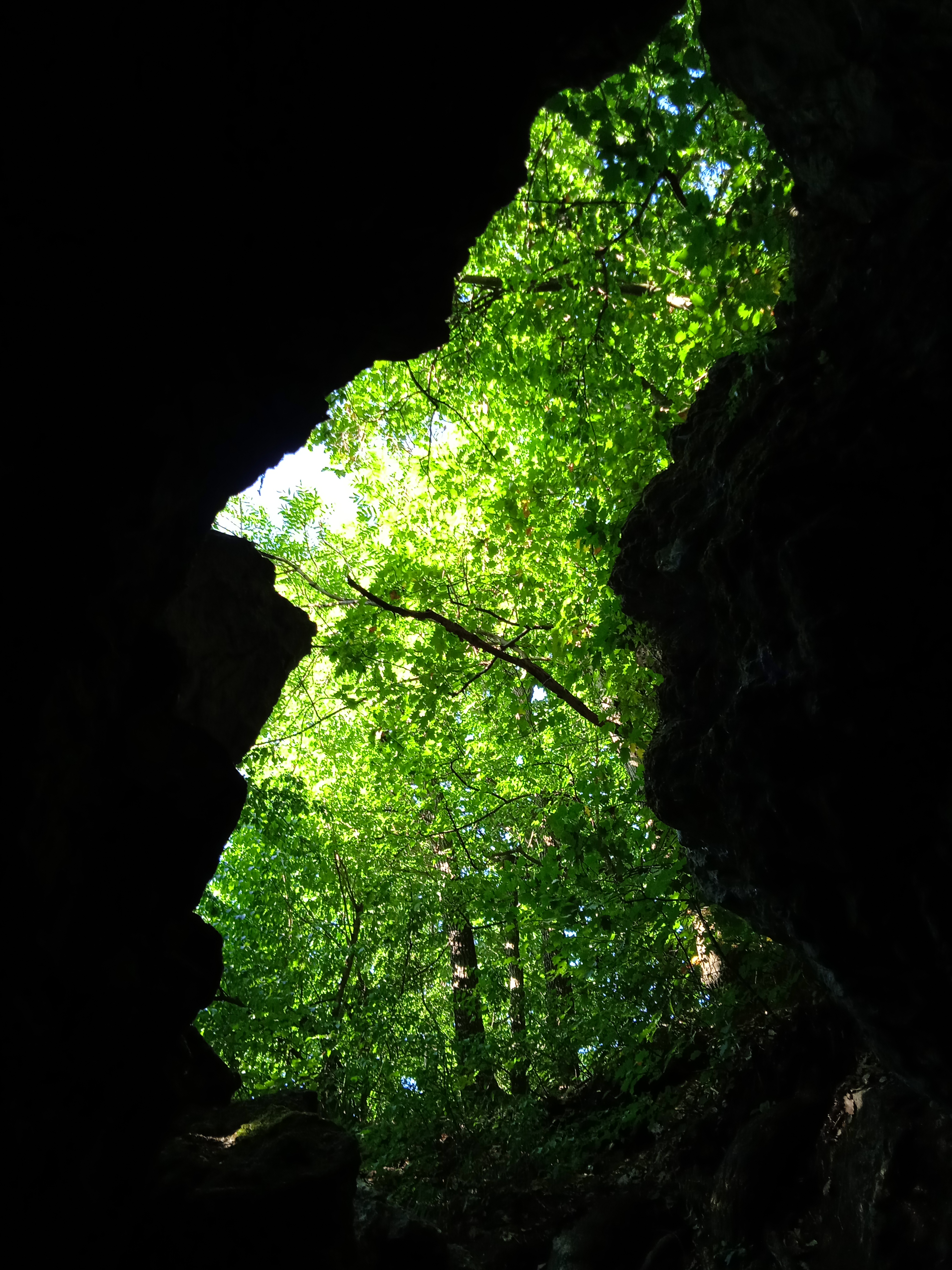
A Hét-lyuk egyik bejárata belülről fényképezve

Alapos munkát végzett a denudáció a felszakadással kialakult három igazi zsombolyágban is. Beomlottak az ágak között lévő falak, a kürtők pedig kiszélesedtek, elformátlanodtak. A kürtők között boltozatos kapuk és alagutak jöttek létre. Ekkor keletkezett a két oldalág is. Eredetileg nem három, hanem négy kürtő szakadt fel, de kettő között már egészen beomlott és eltűnt a fal, így kialakult a Nagy-zsomboly. A másik két igazi zsombolykürtő is nagyon lepusztult. Jelenleg már nem felülről lefelé fokozatosan táguló tölcsérek, hanem szabálytalan alakú szakadékok bonyolult, labirintusszerű elágazásokkal és összekapcsolódásokkal. A két kis alagút lent, a zsombolyrendszer alján, a Nagy-zsomboly és az egyik szomszédos zsombolyág között szintén ilyen utólag létrejött denudációs forma, a két felső oldalághoz hasonlóan. A zsombolyrendszer, a Feneketlen-zsomboly kivételével, jelenleg már nagyon lepusztult karsztos forma. A lepusztulás itt már nagyon előrehaladott állapotban van (késői maturus állapot).
A zsombolykürtők fenekén a lepusztulás miatt hatalmas mennyiségű leszakadt törmelék összegyűlt. Sokkal több, mint felszakadásukkor. Emiatt mindenhol annyira eltömődött az anyabarlang, hogy majdnem lehetetlennek tűnt felfedezni. A legkönnyebb rész felől, a Feneketlen-zsomboly aljáról csak nemrég tudott Kessler Hubert bontással bejutni az anyabarlangba. Ettől eltekintve azonban a zsombolyrendszer két eltérő kinézetű része mostanáig egészen el volt különítve egymástól, ezért csak a felszínre kimászva lehetett átjutni a Nagy-zsombolyból és a szomszédos ágakból a Feneketlen-zsombolyba. 1948 márciusában sikerült Leél-Őssy Attila segítségével Leél-Őssy Sándoréknak felfedezniük egy hasadékot, amelyen keresztül a Nagy-zsomboly melletti zsombolyág kevésbé eltömődött és viszonylag nyílt törésekkel szabdalt aljáról el lehet majd jutni az anyabarlangba. Ez a hasadék közvetlenül a Guanó-terem előtt csatlakozik be. A repedés jelenleg még nagyon szűk és átjárhatatlan, de azon keresztül már meg lehet hallani a beszédet. Valószínűleg tágítható némi átgondolt munkával. Már most is elmondható, hogy a Feneketlen-zsomboly és a Nagy-zsomboly közötti közvetlen összeköttetést sikerült felfedezni, és így egybefüggő barlanghálózattá tenni a teljes zsombolyrendszert. A feltárt hasadék nagy része az elmúlt két évben megint eltömődött.
Egészen eltömődött a lepusztulás miatt az anyabarlang vízszintes bejárata is, amely régen a Remete-szurdok feletti hegyoldalra nyílt. Az anyabarlang egy energikus hasadékban létrejött, sokszorosan megtört és keskeny folyosó, amely kb. 40 m hosszú. Teremmé (Guanó-terem) szélesedik a végén. Néhány teljesen betemetett oldalág kezdődik a Feneketlen-zsomboly alján. Mennyezetéről (a Feneketlen-zsombolyon kívül) néhány szabályos aven halad fel. Napjainkban már majdnem egészen száraz a barlang. A zsombolyok törmelékével, agyaggal és guanóval nagyon el van tömődve. Vékony cseppkő-bekérgeződés figyelhető meg a Feneketlen-zsomboly aljához közel lévő egyik kis oldalágban. Nagyon érett formakincsű (késői maturus állapot) az anyabarlang.

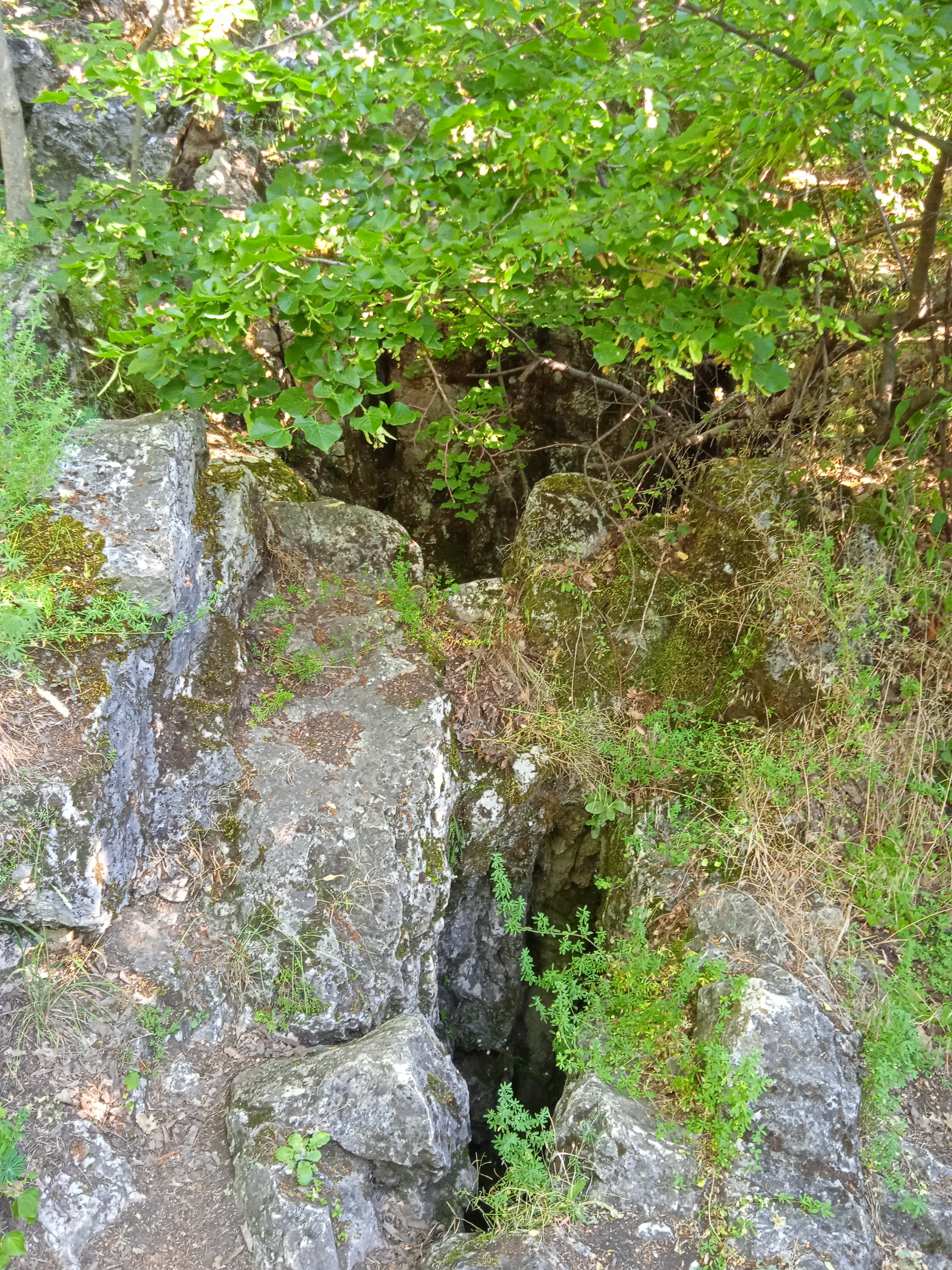
A Hét-lyuk két bejárata

Kétségtelen, hogy a többi zsombolyág alatt is van folytatása, de ezek a részek minden bizonnyal teljesen el vannak tömve. A barlang kijárata is eltömődött. Ennek a barlang fenekét borító, 4 m vastag guanóréteg a bizonyítéka. Kessler Hubert sok csontot talált a barlangban, amelyek a guanó tetején voltak, de ezeket azóta elvitték a barlangból. Csak a hegyoldalban lévő vízszintes bejáraton juthattak be ide a guanót termelő denevérek és a csontok egykori tulajdonosai. Nem lehet, hogy a nemrég felszakadt Feneketlen-zsombolyon át zuhant le ide az összes. A guanóréteg vastagsága azt tanúsítja, hogy nagyon régen elkezdett lerakódni és hosszú ideig gyűlt össze. A guanó tetején talált csontoknak még nem lett meghatározva a kora, de a fosszíliák barlangba jutásából és a bejárat eltömődéséből arra lehet következtetni, hogy az újpleisztocénból származnak, vagy idősebbek, tehát fosszilisak. Ez alapján a guanó valószínűleg közép- és újpleisztocén kori. A műtrágya értékes nyersanyaga a guanó, amelyet folyamatosan bányásznak az anyabarlang feltárása óta. Kb. 3–4 m vastag barlangi agyagréteg található a guanóréteg alatt. Ez minden bizonnyal ópleisztocén kori. A barlang idősebb.
A tektonikus előkészítés nagyon meghatározza a barlang arculatát. A tektonikus repedések az alsópannon és a levantei korban alakultak ki. A nagy tektonikus preformálás ellenére sem jó az anyabarlangot hasadékbarlangnak tekinteni. Tulajdonképpen minden barlang többé-kevésbé hasadékbarlang, mert tektonikus hasadékokban alakul ki. A karsztos patakbarlang és a hévizes barlang is. Természetesen barlangonként különbözik a tektonikus preformáció nagysága. Nagyon jelentős a tektonika szerepe a Hétlyuk-zsomboly anyabarlangjánál. Ezt bizonyítják itt a zsombolyágak is, mert köztudott, hogy két törésvonal kereszteződésében kezdenek felharapódzni a zsombolykürtők. Az anyabarlang létrehozásában, a tektonika mellett, jelentős a korrózió és a karsztos erózió is. Az anyabarlang is forrásbarlang a Remete-hegy többi barlangjának genetikájával összehasonlítva. Jelenleg azonban kevésbé emlékeztet az eredeti formára azért, mert nagyon el van tömődve és a zsombolyok pedig felszakadtak. A forrásbarlang felismerését főleg a teljesen kitöltött bejárat nehezíti meg.
A Hétlyuk-zsomboly kialakulásakor először az anyabarlang jött létre közvetlenül az akkori karsztvízszint felett. Nagyon erős tektonikus hasadékok határozzák meg az anyabarlang irányát. Ezek a hasadékok É–D főirányúak. A zsombolykürtők helyeit is az anyabarlangot preformáló hasadékok jelölték ki. A zsombolyok elhelyezkedésében is megfigyelhető az É–D főirány. Ennek ellenére nem lehet csak felszínig felérő tektonikus hasadékoknak tekinteni (ahogy Venkovits István gondolta) a Hét-lyuk zsombolyágait. Az anyabarlang keletkezése után nagyon nagy szerepe volt a tektonikus előkészítésen kívül az anyabarlang mennyezetén elkezdődött és alulról felfelé haladó omlásoknak is a Hét-lyuk létrejöttében (Kessler Hubert elmélete). Ezt tanúsítják a zsombolyrendszer alatt lévő, szépen fejlett anyabarlang, az épen maradt zsombolykürtő, a Feneketlen-zsomboly jellegzetes tölcséralakja és főleg az a rengeteg törmelék, amely a zsombolyágak alját borítja.

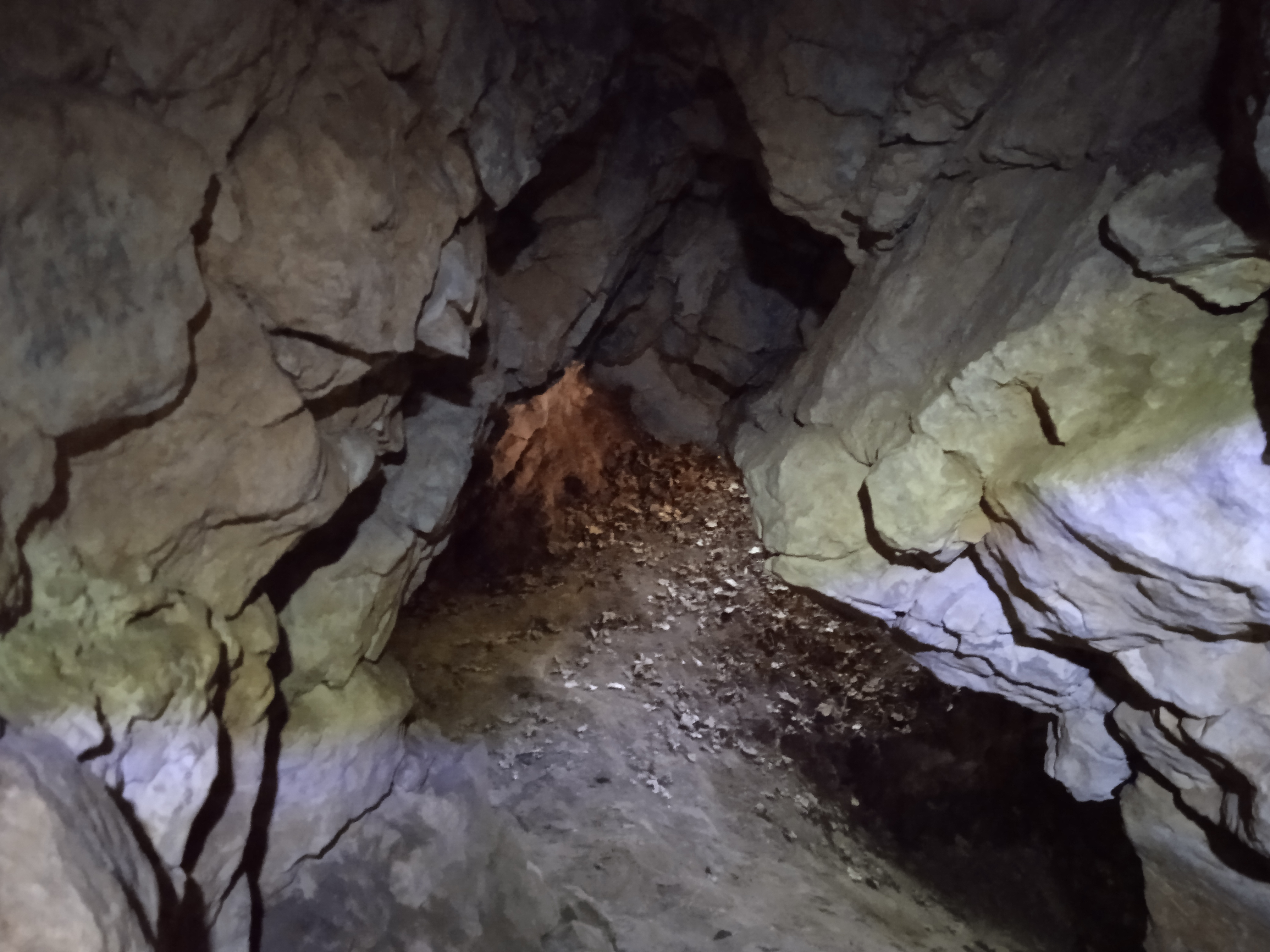
A Hét-lyuk egyik része

A zsombolykürtők keletkezése körülbelül úgy történt, hogy ahol keresztezte egymást két hasadék, ott könnyen beomlott a meglazult barlangmennyezet a nehézségi erő miatt és felharapódzott a kürtő a felszínig. A zsombolyok felszakadása nem egyidőben történt, hanem sorban egymás után, több ütemben keletkeztek. A felszakadás miatt rengeteg törmelék hullott a zsombolykürtők aljára és egészen eltömte onnan az átjárást az anyabarlangba. Emellett növelte az anyabarlang eltömődöttségét is. Az anyabarlang kijáratát minden bizonnyal szintén a Feneketlen-zsomboly törmeléke töltötte fel. A zsombolykürtők rögtön elkezdtek pusztulni a felszakadás után és az erózió, korrózió, mállás, illetve nehézségi erő következtében történt újabb beomlások miatt lassan elvesztették eredeti formájukat. Felszakadás utáni formakincsüket a legrégebben felszakadt zsombolykürtők (a Nagy-zsomboly két kürtője és a szomszédos két kürtő) vesztették el legjobban. A legfiatalabb kürtő (a Feneketlen-zsomboly) őrizte meg legjobban zsombolyformáját. Megint rengeteg törmelék hullott a zsombolyok pusztulása és beomlása miatt az anyabarlangba és annak egyes járatait teljesen, a mennyezetig eltömte. A Hétlyuk-zsomboly nem volt víznyelő. Csak az a csapadék kerülhet bele, amely felülről közvetlenül beesik.
Kölcsönösen meg lehet állapítani a zsombolyágak korából az anyabarlang korát és az anyabarlang korából a zsombolyok korát. Az anyabarlang a legidősebb. Ez idős karsztos forma. Keletkezésének ideje a tektonikai és őslénytani adatok, valamint a barlang jelentős eltömődöttsége, szárazsága és nagyon érett formakincse alapján a pliocén végére, illetve az ópleisztocén elejére tehető. A karsztvízszint felett sokkal magasabban húzódó barlang jelenlegi magasan elhelyezkedése is azt tanúsítja, hogy a barlang idős, de magasan fekvését a fiatalabb, keletkezése utáni pleisztocén kiemelkedés határozta meg. A barlang idős korát bizonyítja az is, hogy a zsombolykürtők nagyon felszakadoztak. A közép- és ópleisztocénben szakadtak fel az idősebb kürtők (Nagy-zsomboly és két szomszédja). A Feneketlen-zsomboly a legfiatalabb, amely az újpleisztocén végén, illetve talán az óholocénban szakadt fel.

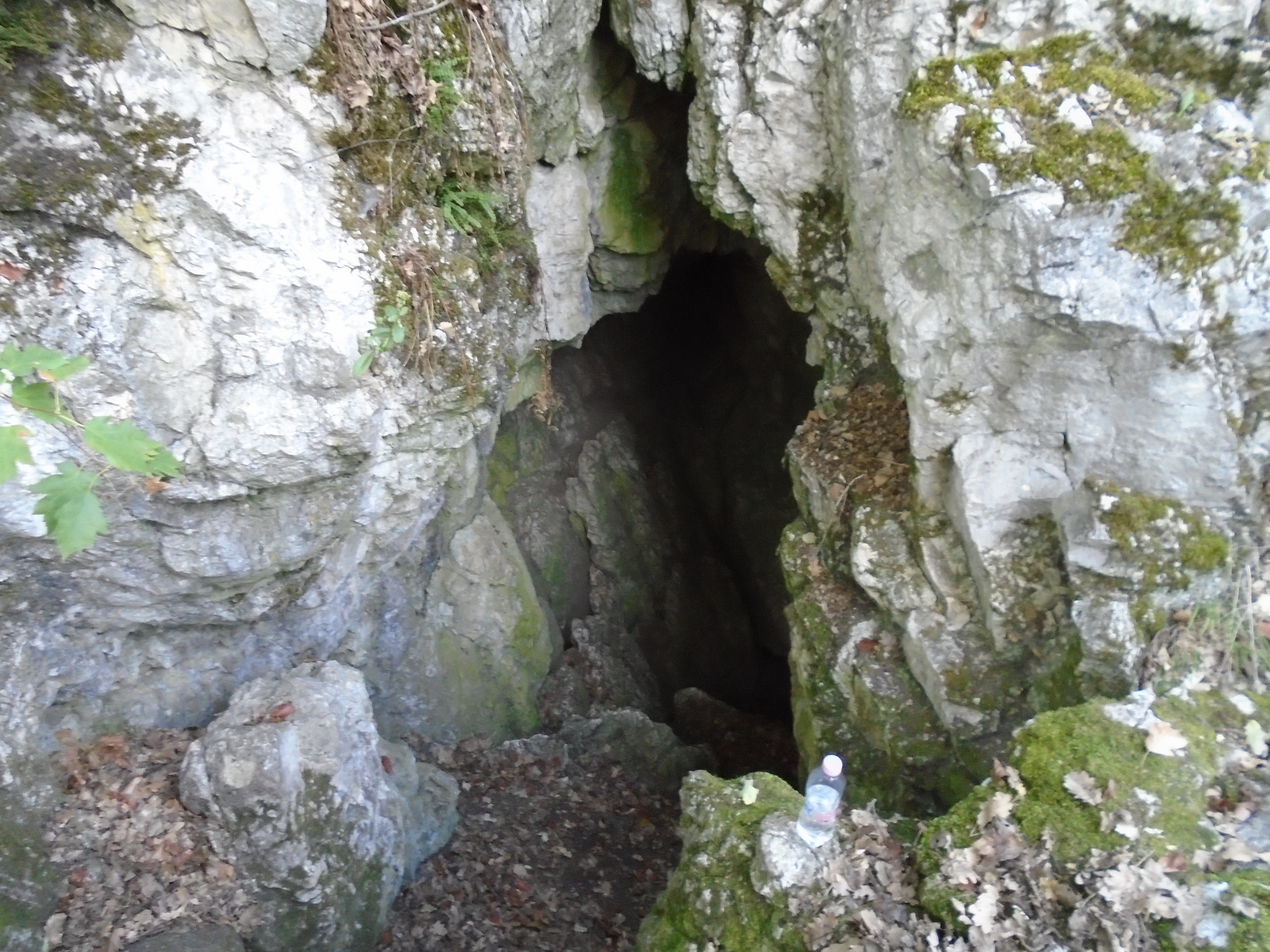
A Hét-lyuk egyik bejárata

Nem lehet megállapítani az egyes zsombolyágak pontos korát, mert az anyabarlanggal ellentétben, a zsombolyokban nincsenek korjelző fosszíliák. Csak az biztos, hogy az anyabarlangnál fiatalabbak a zsombolyok. Csak formakincs és kinézet alapján lehet megkülönböztetni egymástól az egyes zsombolykürtőket. Jelenleg is tart a zsombolyrendszer lepusztulása, de egy emberöltő alatt nem láthatók rajta nagyobb változások. A zsombolykürtők nagy részének, a Feneketlen-zsombolyt kivéve, késői maturus lepusztulási állapota azonban azt mutatja, hogy – geológiai mértékkel mérve – már nincs messze az az idő, amikor a lepusztulás miatt teljesen eltűnnek a kürtők, elvesztik meredekségüket az oldalfalak és átváltozik karsztos szakadékká a zsombolyrendszer. A publikációba bekerült a Feneketlen-zsomboly és az anyabarlang 1:375 méretarányú keresztmetszet térképe, amelyet Kessler Hubert készített. A 2. és 3. ábrán látható a teljes Hétlyuk-zsomboly két 1:300 méretarányú alaprajz térképe.
Az 1950. évi Hidrológiai Közlöny 11–12. számában publikált és Leél-Őssy Sándor által írt tanulmányból (ez a tanulmány az 1949. november 9-én elhangzott előadás) megtudható, hogy Cholnoky Jenő 1936-ban kiadott könyve szerint a Remete-szurdok egy felszakadt víznyelős barlang. A szurdok oldalában található jelenlegi kis barlangok ennek a felszakadt régi nagy barlangnak a felszakadás miatt lefejezett oldalbarlangjai (barlangi kaptúra). Jablonkay István az 1937-es disszertációjában a szurdok karsztos formáinak kialakulását a Cholnoky Jenő által elképzelt keletkezéssel magyarázza. Láng Sándor 1948-ban megjelent tanulmányában az van írva, hogy a jelenlegi száraz, magasan elhelyezkedő barlangok a fiatal tektonikus kiemelkedésnek és a karsztvízszint lesüllyedésének az eredményei. Leél-Őssy Sándor írása szerint a Remete-hegy oldalában, a máriaremetei szurdok felett a karsztos formákat leginkább barlangok képviselik. Ezek a barlangok kicsik, szárazak és rövidek. Egyetlen kivétellel (Remete-barlang) mind magasan a völgytalp felett vannak, ezért idős, pusztuló barlangok.

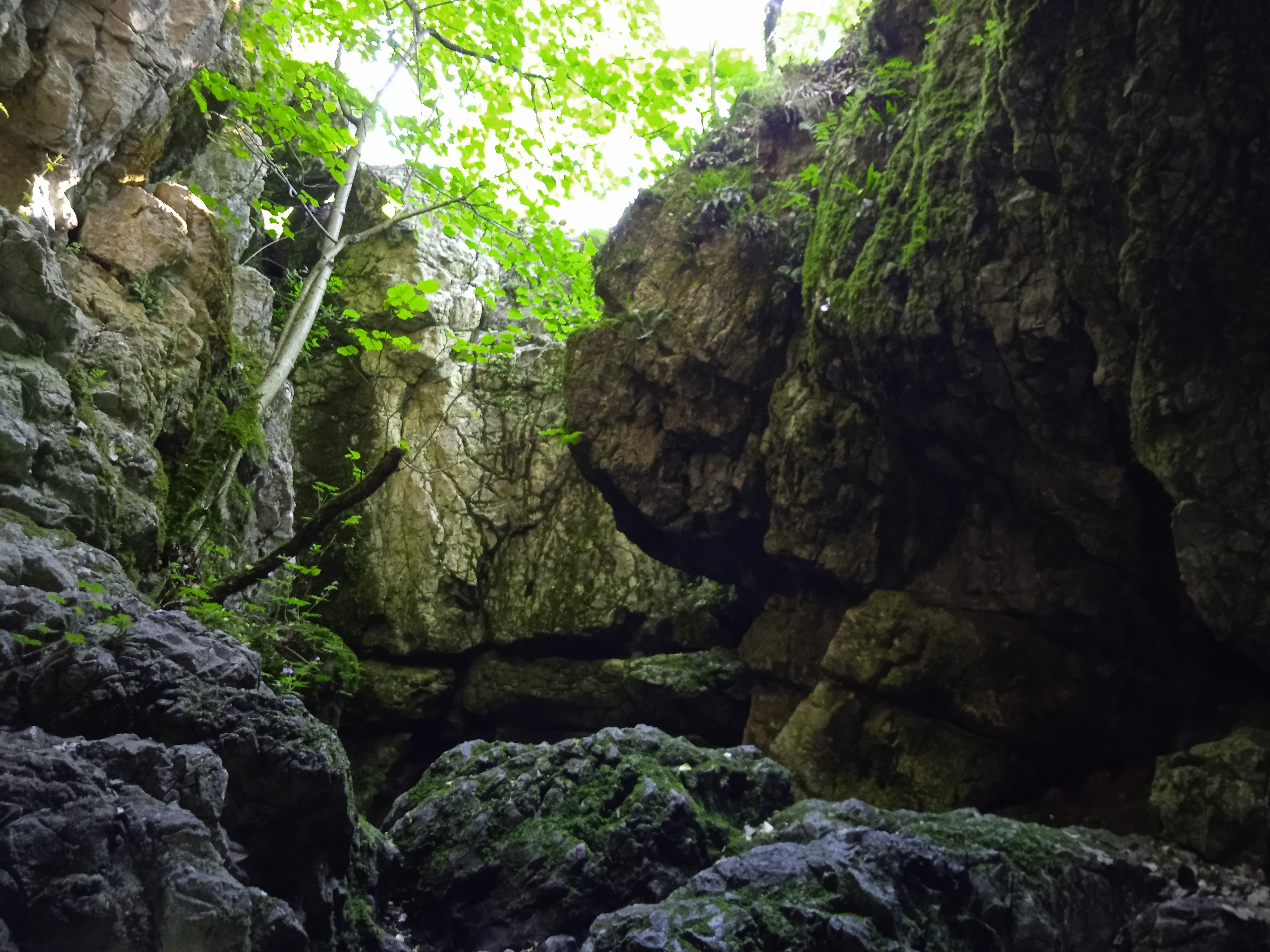
A Hét-lyuk egyik része

A szurdok felső barlangszintjében (ez a szint a völgytalp felett 130 m-re, 400 m tszf. magasságban húzódik) helyezkedik el a rendkívül érdekes és változatos formakincsű Hétlyuk-zsomboly. Ez a barlang az egyetlen valódi zsomboly a Budai-hegységben. A zsomboly nem volt soha víznyelő, hanem az anyabarlang mennyezetén létrejött és felszínig felharapódzott (tektonikusan preformált) beomlások miatt keletkezett. A Remete-hegyen nincsenek víznyelők és bújtatóbarlangok, csak D-i oldalán van néhány forrásbarlang és egy zsombolyrendszer. A Hétlyuk-zsomboly közelében, egy attól lejjebb elhelyezkedő és teljesen felszakadt egykori kicsi forrásbarlangot talált Leél-Őssy Sándor.
Eddig az volt a tudományos álláspont, de még jelenleg is sokan azt gondolják, hogy a Remete-szurdok barlangi felszakadással alakult ki. Úgy látszott, hogy ezt az elképzelést alátámasztják a szurdok É-i oldalában lévő barlangok is. Ezzel szemben Leél-Őssy Sándor úgy vélte, hogy a völgy regresszió miatt keletkezett áttöréses keresztvölgy (diszkordáns völgy). Ennek a nézetnek legdöntőbb bizonyítéka a szurdok É-i oldalában található rövid, száraz forrásbarlangok hármas szintje. Ezek a barlangok nem lefejezett oldalbarlangok és nem bizonyítják a barlangi felszakadást, ahogy azt Cholnoky Jenő gondolta, hanem ellenkezőleg, a fiatal, tektonikus kiemelkedést tanúsítják. A barlangok magasan elhelyezkedése és szárazsága a kiemelkedést bizonyítják, míg a kiemelkedés módjára utal a hármas szint. A kiemelkedés ugyanis nem egyszerre és egy ütemben történt, hanem több ütemű, szakaszos volt a kiemelkedés. A kiemelkedést nyugalmi időszakok szakították meg. Az állandó karsztvíz szintje is lejjebb süllyedt minden kiemelkedéskor. Mivel a karsztos forrásbarlangok mindig az állandó karsztvízszint felett jönnek létre, ezért a kiemelkedés miatt fokozatosan süllyedő karsztvízszint egyes nyugalmi helyzeteit jelzik a barlangszintek.

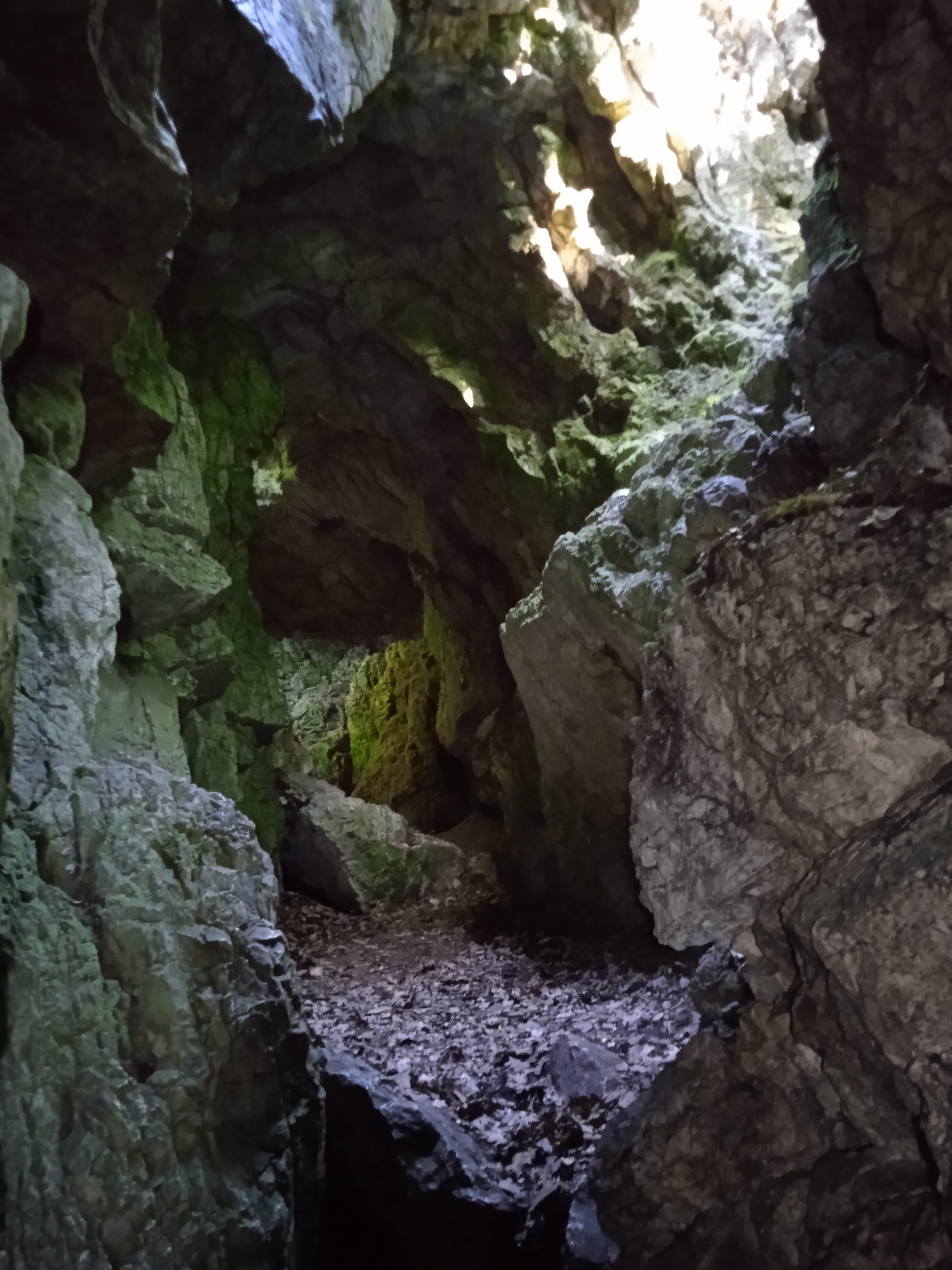
A Hét-lyuk egyik része

Azt mutatja a barlangok rövidsége, hogy nagyon rövid ideig tartottak az egyes nyugalmi időszakok, és az egyes kiemelkedések (geológiai értelemben) nagyon gyorsan végbementek. Mivel napjainkban az állandó karsztvízszint mélyen a szurdok talpa, 260–290 m tszf. magasság alatt, kb. 120–130 m tszf. magasságban húzódik, ezért jelenleg már az összes barlang száraz és pusztul. Minél magasabban találhatók az egyes barlangok, annál idősebbek. A Hét-lyuk anyabarlangja a legidősebb, a Remete-barlang a legfiatalabb. A nagyon meredek lejtők és a rövid barlangok azt a feltételezést támasztják alá, hogy az egész kiemelkedés nagyon fiatal, és legrégibb üteme sem nagyon régen történt. A barlangszintek a szurdok teraszai, de ebben az esetben csak tektonikus teraszoknak tekinthetők, amelyek a szakaszos kiemelkedés miatt fokozatosan bevágódó völgyfenék régebbi szintjeit jelzik. A barlangok szárazsága és jelenlegi karsztvízszint feletti magasan fekvése hosszú ideig tartó, idősebb kiemelkedést jelent, de fiatalítja a kiemelkedést a barlangok rövidsége. Ugyanis ha gyors a kiemelkedés, akkor magasra emelheti a barlangokat fiatal kiemelkedés is, amelyek nem tudnak eléggé kifejlődni a gyors karsztvízszint-süllyedés miatt. A kiemelkedés három szakaszát jelzi a három barlangszint.

### 1952–1964
Kadić Ottokár 1952-ben befejezett kéziratában össze vannak foglalva az addig ismertté vált információk a barlangról. A kézirat 7, a barlangra vonatkozó hivatkozást sorol fel, de közülük egyik, a Turistaság és Alpinizmus 1932. évi évfolyamának 363. oldalán szerzőnév nélkül megjelent közlemény a 263. oldalon van. A leírás szerint vízszintesen kialakult nagy kiterjedésű barlang, amelynek egyik végén több zsomboly jött létre és a zsombolyok nyitották meg a mélyen elhelyezkedő nagy kiterjedésű üreget. A barlang alján található foszfátos réteg 4 m vastag, 10–14%-os foszforsav tartalmú és mennyisége fúrások, valamint mérések alapján több mint 1000 mázsa. Vastag agyagréteg van a foszfátos réteg alatt, amelynek foszfortartalma kb. 10%.
Az 1954-ben napvilágot látott, Topál György által írt publikációban az olvasható, hogy a szerző hegyesorrú denevért és kis patkósdenevért figyelt meg az új lelőhelyen. A tanulmányban látható egy térkép, amelyen fel van tüntetve a lelőhely helye. Az 1954-ben megjelent, Páli Tivadar által írt útikalauzban le van írva röviden. Nyílásai a hegytető közelében vannak és növényekkel fedettek. Több mint 20 m-es kötélleereszkedés után lehet járni a zsombolyban. Nagy mennyiségű, foszfát tartalmú denevérguanót fedeztek fel a Foszfát-teremben, amely a zsombolyból nyílik.

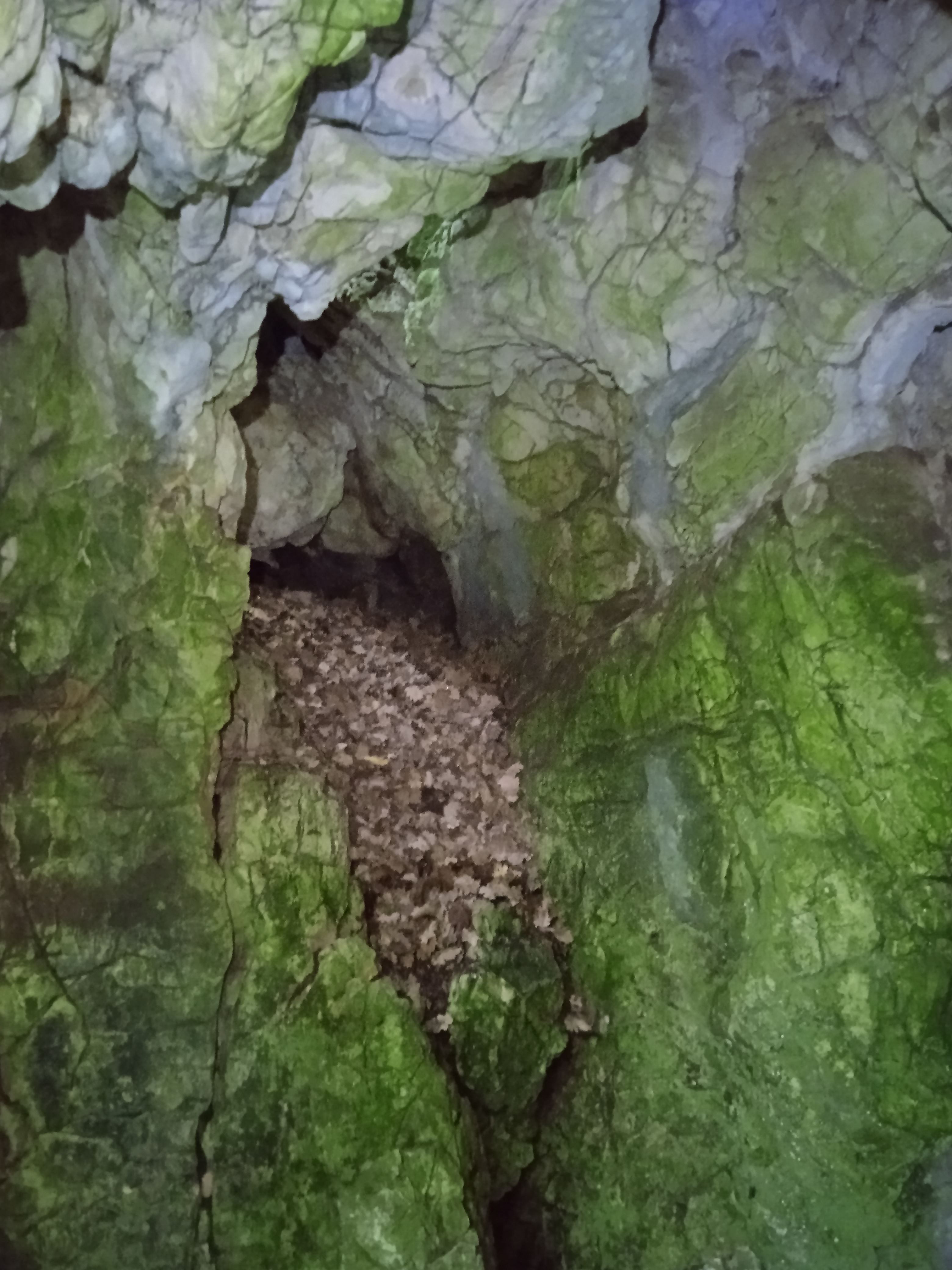
A Hét-lyuk egyik része

Az 1957. évi Földrajzi Értesítőben megjelent, Leél-Őssy Sándor által írt tanulmányban szó van arról, hogy a Budai-hegységben csak kis méretű karsztos barlangok vannak. Ezek is csak egy helyen: a pesthidegkúti Remete-hegyen, a Máriaremetei-szurdokvölgy oldalában (a nagyon kis méretűektől eltekintve). A Remete-hegy meredek É-i oldalán, egy kiugró hegyfokon, közel a hegy pereméhez alakult ki a Budai-hegység egyetlen zsombolya, a Hétlyuk-zsomboly. Kb. 100 m-rel a völgytalp felett, kb. 400 m tszf. magasságban nyílik. A Budai-hegység barlangjainak földrajzi elhelyezkedését bemutató helyszínrajzon megfigyelhető a karsztos Hétlyuk-zsomboly földrajzi elhelyezkedése. Az aknabarlang jellegű barlang dachsteini mészkőben keletkezett. Amiatt kapta nevét, mert hét bejárata van, amelyek egymás mellett nyílnak és függőlegesek. Két különböző részből áll, a Feneketlen-zsombolyból és a Nagy-zsombolyból.
Feneketlen-zsomboly: a két szélső K-i akna egymásbaolvadva alkot egy lefelé tölcsérszerűen szélesedő és 20 m mély típusos zsombolyaknát, amelynek alján törmelékkúp és egy befelé nagyon lejtő (tektonikus hasadék mentén létrejött), kb. 40 m hosszú és teljesen zárt barlang van. Kessler Hubert az 1930-as években mesterségesen tárta fel a zsomboly aljában lévő barlangot. Belsejében eredetileg sok denevérguanó is volt, de ezt már majdnem mind kitermelték.
Nagy-zsomboly: Ugyancsak egymásba nyílik a Hétlyuk-zsomboly másik öt aknája, amelyek egy hatalmas, felfelé nyitott barlangrendszert képeznek. A barlangrendszer alján sok törmelék van. Kb. 15 m mély. Viszonylag könnyen le lehet menni az aljára a lépcsőzetesen leomlott törmeléken. Az eredeti, zsombolyszerű aknák beomlása és részben összeolvadása miatt alakult ki. A Feneketlen-zsombollyal már nincs semmilyen kapcsolata, de eredetileg összefüggött vele a közös anyabarlangon keresztül. Lennie kell eltömődött barlangi járatoknak a Nagy-zsomboly alatt is. A Hétlyuk-zsomboly eredetileg nyitott anyabarlangjának pusztulása és fokozatos felszakadása miatt alakult ki. Víznyelő sohasem volt. Nem egyidősek az egyes aknák. Maguk az egyes zsombolyaknák is beomlottak és részben összeolvadtak idővel. Eközben az alsó barlangrendszert nagyrészt eltömte a zsombolyok beomlása miatt kialakult törmelék. Külön tanulmányban részletesen foglalkozott vele Leél-Őssy Sándor.
Az 1957-ben megjelent, Budai-hegyek útikalauz című könyvben szó van arról, hogy a Remete-hegy oldalában több kisebb-nagyobb barlang van. A Remete-hegy DK-i oldalában, 400 m magasan, közel a hegytetőhöz nyílik a Remetehegyi Hétlyuk. Hét, közvetlenül egymás mellett elhelyezkedő folyosószerű lyuk hálózata, amely két különálló, beomlásnak indult függőleges üregbe vezet. Ezek egyike a Hétlyuk zsomboly, amely 21 m mély és aljából nyílik egy vízszintes barlang (folyosó, két terem). Kessler Hubert tárta fel 1931-ben a Hétlyuk zsombolyt, amikor megtalálta az alsó barlangot a zsomboly alján.

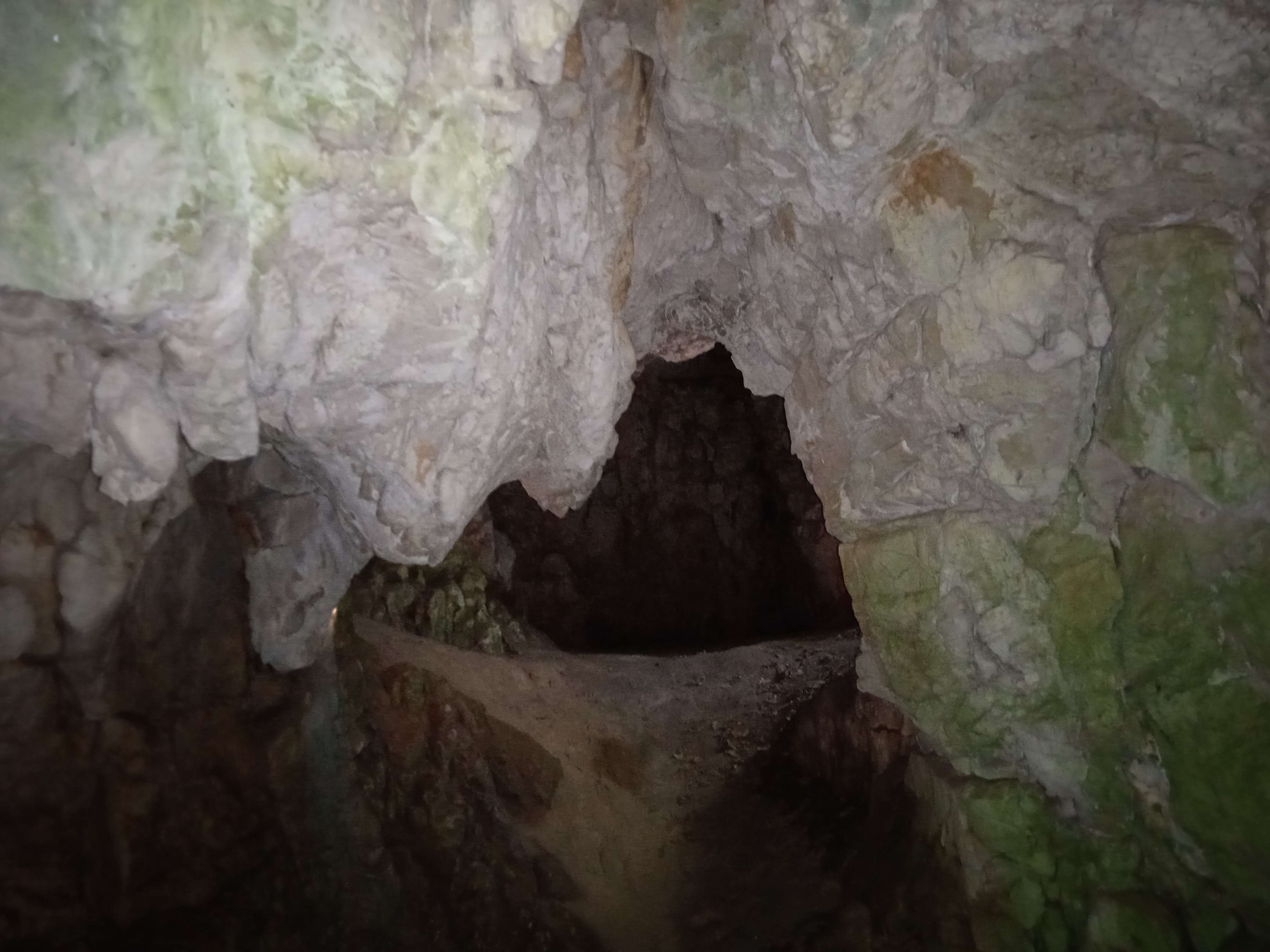
A Hét-lyuk egyik része

Kessler Hubert az alsó barlangban sok, denevérguanóval kevert, elporlott csontokból létrejött foszfortartalmú anyagot fedezett fel. Emiatt kapta a Foszfát-terem a nevét. Az anyag 14 % foszforsavból áll, amely nagyon jelentős, és mennyisége valószínűleg több ezer mázsa. Úgy alakult ki a föld alatti foszfáttelep, hogy a vízszintes barlangrésznek egykor valószínűleg bejárata volt a hegyoldalból, amelyen át az állatok bementek a barlangba, majd elpusztultak ott. A tetemek évezredeken keresztül gyűltek, közben természetesen felbomlottak, a csontok pedig elmállottak. A Remete-hegy D-i peremére érve balra, visszafelé kiágazó ösvényhez lehet eljutni (16 perc), amely kivezet a hegy sziklás oldalába, a Hétlyukhoz (3 perc). Egy csemetekert mellett elhaladva egy kis tisztásnál rá lehet térni a Hétlyuk-barlangtól jövő útra (6 perc).
Az 1958-ban napvilágot látott, Budapest természeti képe című könyv részletes leírása szerint kb. 20 m mély, betömődő aknabarlang és a Remete-hegy legbonyolultabb karsztformája, amelynek bejáratai valószínűleg felszakadt avenek.
Az 1959-ben kiadott, Budapest természeti földrajza című könyvben, a Remete-hegy környékét ábrázoló szelvényen be van jelölve és részletesen le van írva. A könyvben az lett publikálva, hogy a Budai-hegység egyik legérdekesebb és legsajátosabb karsztformája, amelynek nagy foszforsav-tartalmú kitöltését már majdnem teljesen kibányászták és felhasználták. Az 1960. évi Hidrológiai Közlönyben publikált és Vladimir Panoš által írt tanulmányban meg van említve, hogy a Budai-hegység barlangjai csak nagyon kicsit alakultak a hideg víz tevékenységének hatására. Ebből a típusból csak nagyon kevés barlang van a hegységben, pl. a Hétlyuk. Az 1961-ben kiadott, Vitéz András és Pap Miklós által szerkesztett, Budapest című útikönyvben az olvasható, hogy az említésre méltó Hétlyuk Nagykovácsi közelében fekszik. Ezen a helyen le lehet ereszkedni egy majdnem 20 m mély, függőleges víznyelőn, majd a bátor és ügyes vállalkozók egy nagy teremben lévő vendégkönyvbe beírhatják benyomásaikat.

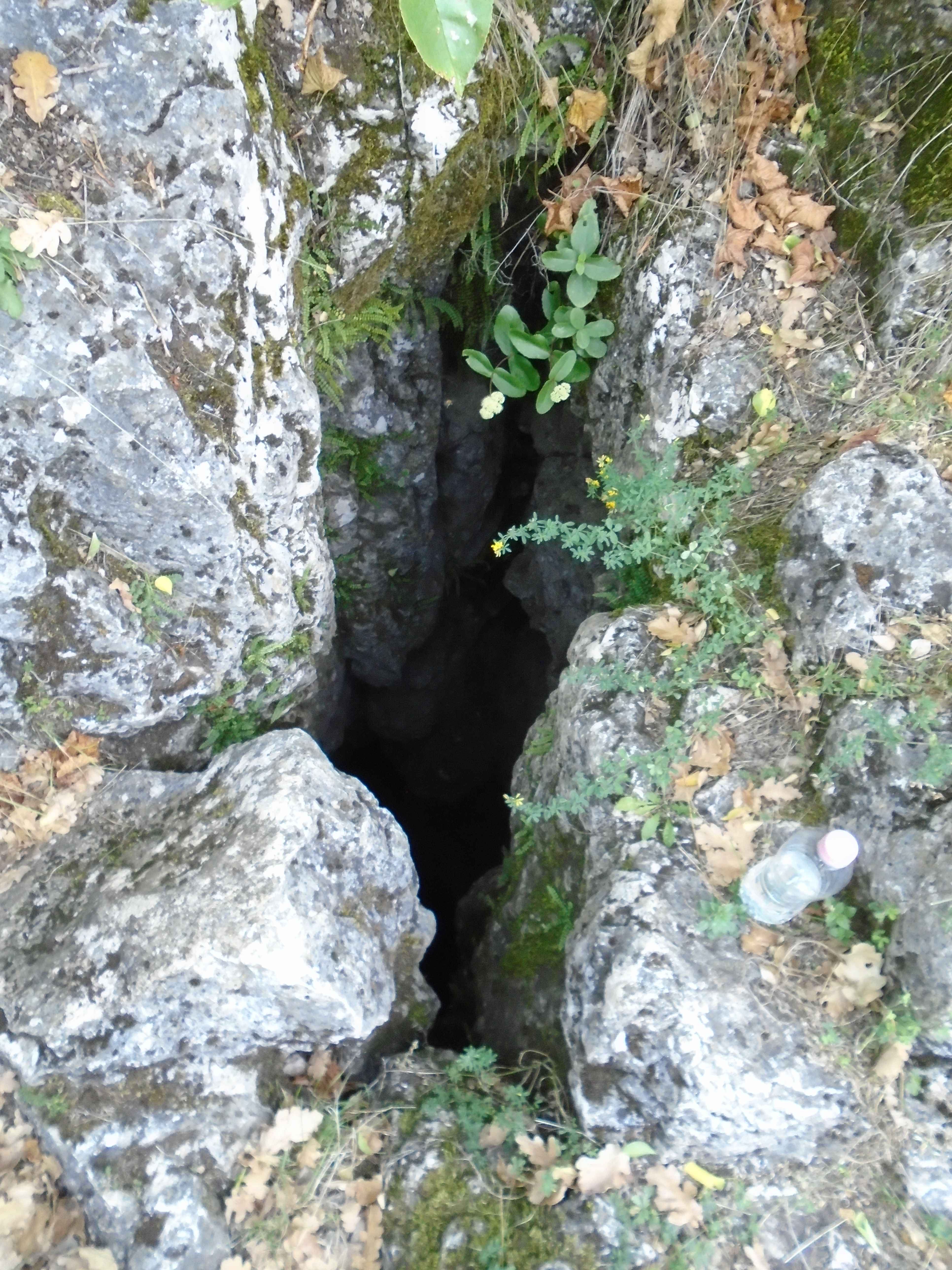
A Hét-lyuk egyik bejárata

Az 1962-ben kiadott, A barlangok világa című könyvben az van írva, hogy a Remete-hegy és a Zsíros-hegy fennsíkjának DK-i peremén, ahol a Máriaremetei-szoros található, kis méretű, de a tudomány szempontjából fontos barlangok nyílnak, amelyek közül a Hétlyuk-zsomboly a legérdekesebb. A barlang a tetőhöz közel, a völgy K-i végénél nyílik és két beomlásnak indult különálló üregbe vezet közvetlenül egymás mellett lévő 7 bejárata. A zsombolyrésznek, amelynek 1931-ben fedezte fel vízszintes folytatását Kessler Hubert két bejárata van és 21 m mély. A vízszintes részben 4 m vastag, denevérektől származó guanóréteget talált. A sziklatömbökkel borított, felnyílt barlangrésznek öt bejárata van. A Remete-hegy felső barlangszintjében, kb. 400 m tengerszint feletti magasságban helyezkedik el. A Remete-hegyi-kőfülke, a Remete-barlang és a hegyoldalban nyíló kisebb üregek valószínűleg egykori forrásbarlangok voltak és lehet, hogy hidrológiai rendszerükhöz kapcsolódott a Hétlyuk-zsombolyból induló vízszintes barlang is.
Cserhalmi László 1963. október 27-én felkereste a barlangot. A BEAC Barlangkutató Csoport 1963-ban ismerkedett meg a Budapest környékén lévő nevezetes barlanggal. Az 1964-ben napvilágot látott, Geológiai kirándulások Budapest környékén című könyv szerint a Hét-lyuk 130 m-rel a völgytalp felett nyílik, aknái pedig 1–7 m átmérőjűek. A 19 m mély Feneketlen-zsombolyból megközelíthető, ma is járható szakasz egy helyenként teremmé szélesedő és 27 m hosszú hasadékból áll. Összefüggő barlangrendszer felszakadt részei a bejáratok, de az alattuk lévő barlangrészek teljesen eltömődtek. Az 1964. évi Karszt- és Barlangkutatási Tájékoztatóban lévő, Palánkai János által írt csoportbeszámolóban meg van említve, hogy az Óbudai Szeszgyár Kinizsi Barlangkutató Csoportja 1963-ban, a csoport új tagjainak felkészítése miatt gyakoroltatta a sziklamászást és a kötélkezelést pl. a Remete-hegyi Hétlyuk-zsombolyban.
Az 1964. évi Karszt és Barlangban lévő, Stefanik György által írt cikkben szó van arról, hogy a Hét-lyuk nyílásaitól a Remete-hegyi 8. sz. barlang kb. 20–25 m-re található. A Remete-hegyi 8. sz. barlang annak a litoklázisrendszernek folytatása, amelyhez a Hét-lyuk is tartozik. A Remete-hegyi 8. sz. barlang alsó részén lévő szűk járat végén az omladékból huzat áramlik, amely arra utal, hogy erre még ismeretlen barlangrész található és valószínűleg valahol itt függ össze a Hét-lyukkal. A Karszt- és Barlangkutatási Tájékoztató 1964. évi évfolyamában publikált, Kósa Attila által írt tanulmányban az olvasható, hogy Kessler Hubert egy vízszintes barlangtermet tárt fel a Hétlyuk-zsombolyban, illetve a felharapódzási elméletekről szóló írásokban előfordul a barlang neve.

### 1966–1971

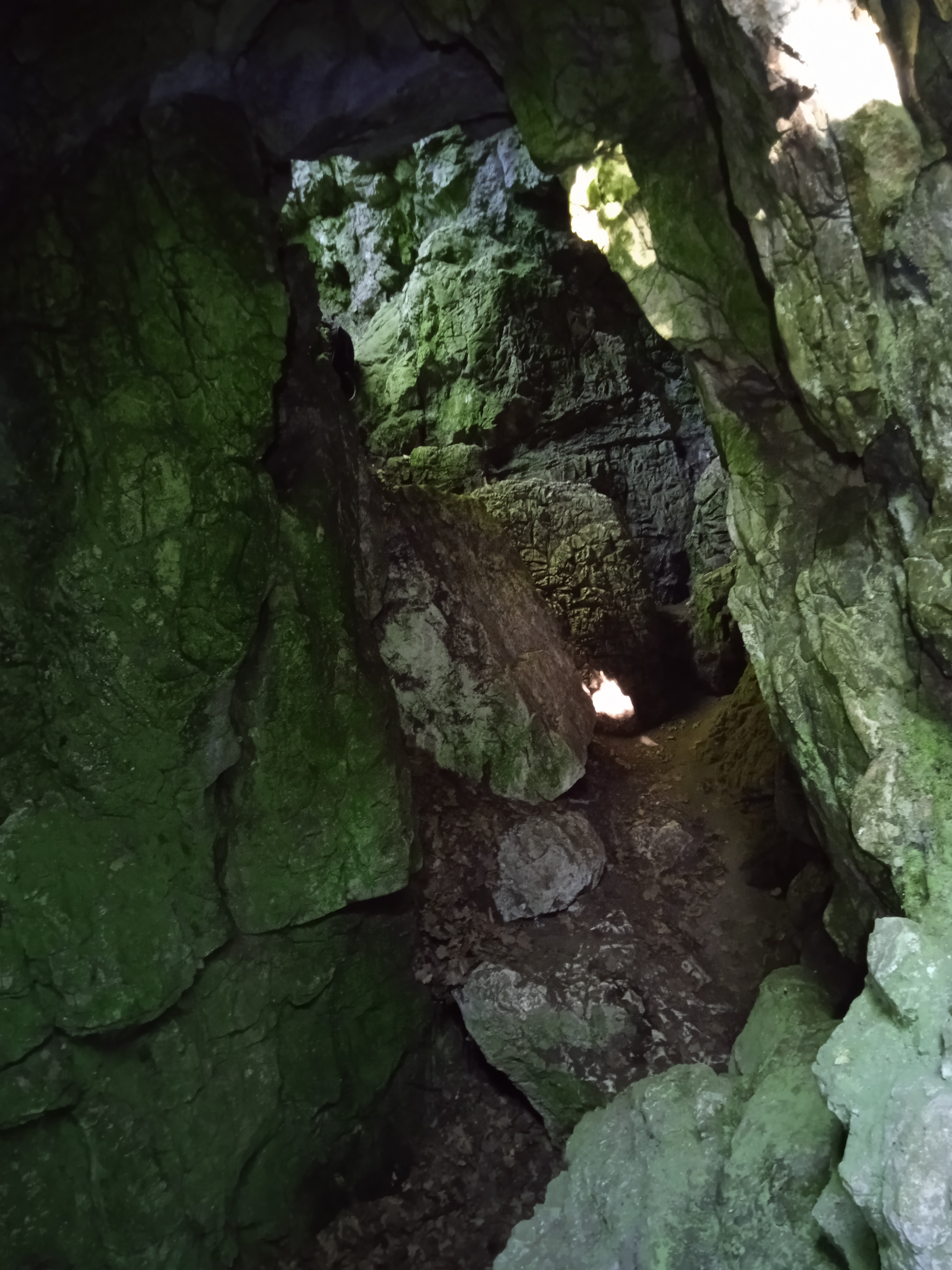
A Hét-lyuk egyik része

Az 1966. május 19-én készített szpeleográfiai terepjelentésbe, amely egy 1966. április 3-i bejáráson alapul, Bertalan Károly azt írta, hogy a barlang felső triász vastagpados dachsteini mészkőben alakult ki és szemléletesen csak tömbszelvényben ábrázolható. 1966 májusában Bertalan Károly korábbi felmérések alapján megrajzolta a barlang alaprajz térképét.
Az 1966-ban kiadott, Budai-hegység útikalauz című könyvben az van írva, hogy a Remete-szurdok régen valószínűleg hatalmas barlang volt. Az egykori ősbarlang maradványai, oldalágai jelenleg is láthatók a Remete-hegy sziklás oldalában. A Remete-hegy oldalában nyíló barlangoknak nagy a tudományos értéke. A barlangok három szintmagasságban helyezkednek el és régi forrásbarlang mindegyik. Ezek az emeletek a Remete-hegy kiemelkedésével egyszerre egyre mélyebbre ereszkedő karsztvíz régi szintjét jelzik. A barlangok dachsteini mészkőben vannak és főleg tektonikus hasadékok mentén keletkeztek. A Remete-szurdok mindegyik barlangja nagyon pusztul és eltömődik. A völgy É-i oldalában öt barlang van (a Hét-lyuk, a Remete-hegyi-kőfülke, a Remete-barlang, a Remete-hegyi 10. sz. barlang és a Remete-hegyi 14. sz. barlang).
A Hétlyuk-barlang a Budai-hegyvidék egyedülálló karsztformációja. Hét felszíni bejárata  miatt kapta a Hétlyuk-barlang nevet. Öt akna a Nagyzsombolyba, a Remetemária felőli két szélső, ugyancsak egymásba olvadó bejárat a Feneketlen zsombolyba vezet. A 40 m hosszú, vízszintes anyabarlang két teremből és folyosókból áll. Az anyabarlangból a hegy tetejére, azaz felfelé két, fordított tölcsérszerű járat nyílik. Ezek a felszín közelében továbbszakadoznak és a hegytető közelében hét kürtőszerű lyukká válnak. A másik kürtő, a hatalmas omladékban végződő Nagyzsomboly 15 m mély. Érdekes tudományos kísérlet színhelye volt a barlang: 1931-ben Kessler Hubert a zsombolyok keletkezésére vonatkozó elméletét a Hétlyuk-barlangban támasztotta alá a gyakorlatban elért eredményével. A Feneketlen zsombolyon, a mélyebb aknán ereszkedett le Kessler Hubert. A Feneketlen-zsomboly alján, 21 m mélyen lévő törmelékkúpot átbontotta és a kibontott átjárón át meredek lejtőt talált, amely az alsó barlangban ért véget. Így tehát céltudatos feltárással nyílt meg ez a barlang. A Budai-hegység barlangjai közül ez az egyetlen olyan barlang, amely így lett feltárva.

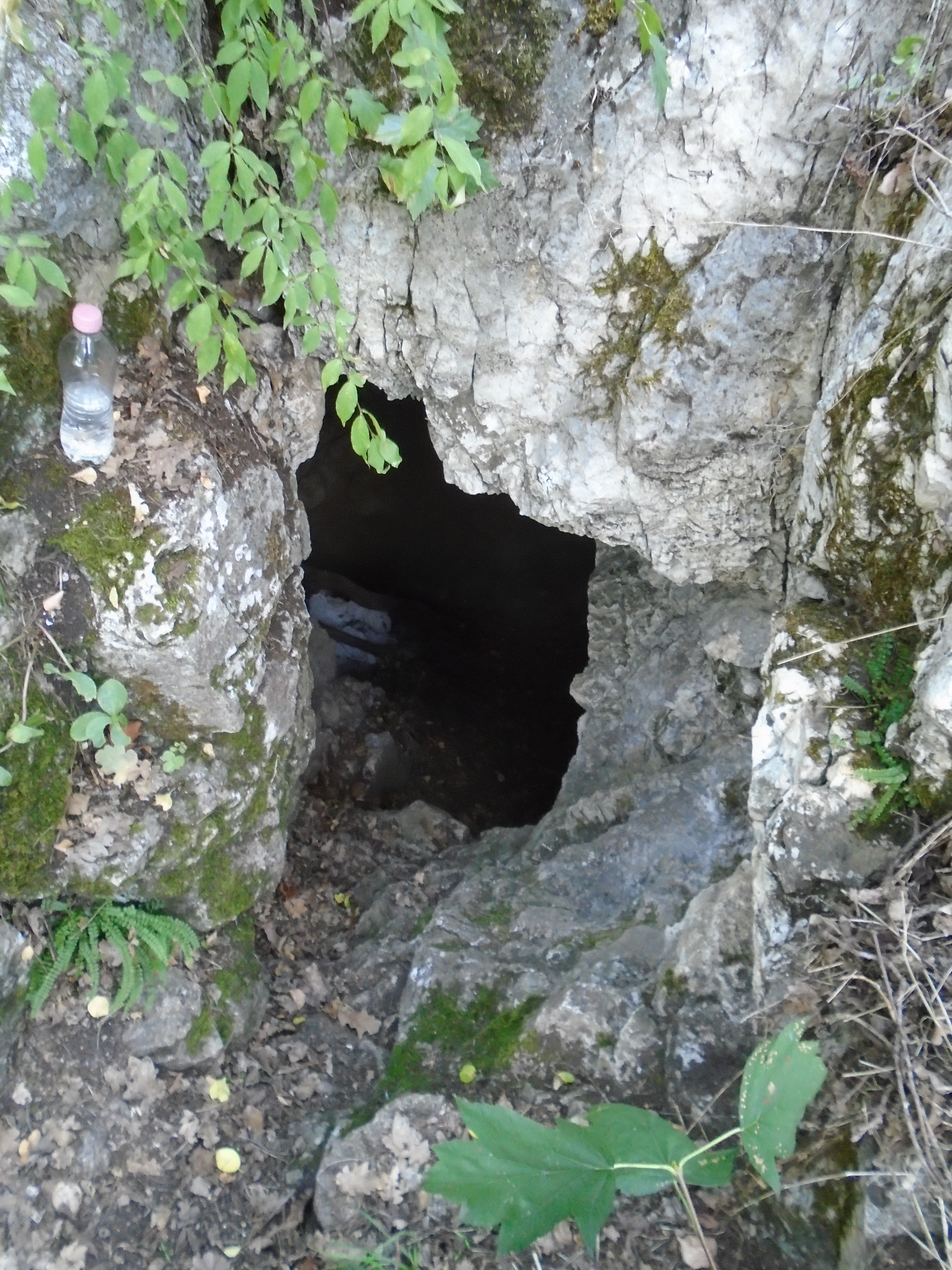
A Hét-lyuk egyik bejárata

Egy puha anyag vastagon borította az alsó barlang fenekét. Ez az anyag denevértrágyából és elporladt csontok keverékéből áll, amelynek nagyon magas (14 %) a foszforsavtartalma. Ennek a többezer mázsányi, a barlang alját kb. 4 m vastagon borító értékes anyagnak legnagyobb részét kibányászták azóta. Valószínűleg úgy alakult ki a föld alatti foszfáttelep, hogy a hegyoldalban közvetlen bejárata volt a barlangnak, amelyen keresztül a barlangba jutottak az állatok. Az elpusztult állatok teteme évezredeken át gyűlt a barlangban. Idővel felbomlottak a tetemek és elmállottak csontjaik. A két zsomboly valószínűleg ugyanabból az anyabarlangból kezdődik. Az alsó barlang azonban az idők folyamán szintén beszakadt, eltömődött. A Hétlyuk-barlang kb. 400 m tszf. magasságban nyílik. A Hétlyuk a Budai-hegyvidék egyetlen zsombolya. Bertalan Károly szerint a Hét-lyuktól DNy-ra 10–15 m-re van egy nyolcadik járat, amely egy egy méter átmérőjű nyílás.
1970-ben az FTSK Barlangkutató Csoport 5 tagja, Szunyogh Gábor, Frecska József, Kelenc Béla, Ferber László és Horváth Ferenc mérték fel a barlangot. A barlang felszínét Vukov Péter mérte fel. Horváth János a felmérések pontosítása miatt ellenőrző mérést végzett, majd a felmérések felhasználásával megszerkesztette a felszíni környezet térképét, amelyen a bejáratok rajzai is látszanak. Megrajzolta a barlang alaprajz térképét és 8 keresztszelvény térképét. Az alaprajz térképen megfigyelhető a 8 keresztszelvény elhelyezkedése a barlangban. Elkészült a Feneketlen-zsomboly alaprajz térképe, 2 hosszmetszet térképe és 17 keresztmetszet térképe, valamint a Nyolcadik-lyuk hosszmetszet térképén a Hét-lyuk egyik bejárati részének hosszmetszet rajza is szerepel. A Feneketlen-zsomboly alaprajz térképén és 2 hosszmetszet térképén megfigyelhető a 17 keresztmetszet elhelyezkedése a barlangban.
A barlang alaprajz térképét tartalmazó térképlapon és a Feneketlen-zsomboly térképlapján jelölve van az É-i irány. A felszínen, a felső járatok feletti sziklahídon helyezték el a felmérés 0. pontját, valamint ehhez viszonyították az üregrészek fő, felső mérőpontjait és a járatok mélységi adatait. A felszínt is ábrázoló térképen, a rajzolt 8 bejárat közül egy 4 m mélységű, ellipszis keresztmetszetű, szűk aknabejárat is látható, de ez napjainkban nem létezik, mert eltömődött. Az 1971. évről szóló csoportjelentés szerint 1971 tavaszán fejezte be a csoport a Hét-lyuk üregrendszer felmérését.
A Karszt és Barlang 1971. évi évfolyamában kiadott beszámolóban, amely a Remete-szurdoknak és barlangjainak 1970. évi térképezését ismerteti, az olvasható, hogy az Ördög-árok patakja, mielőtt Budapestre belépne, meredek sziklafalak között, a festői szépségű Szurdok-völgyön tör át. Ezek a sziklafalak sok üreget, barlangot rejtenek magukban. A Ferencvárosi Természetbarát Sportkör barlangkutató szakosztálya 1970. július 12. és 19. között térképezőtábort tartott azért, hogy a völgy összes üregét felmérje, illetve pontosan meg legyen határozva a barlangok egymáshoz viszonyított földrajzi elhelyezkedése. A tábor utáni ellenőrzőmérésekkor és felszíni mérésekkor a nagyobb barlangokon kívül még négy kis barlangot mértek fel a teljesség kedvéért a szakosztály tagjai. A Szurdok-völgyben 12 ismert és felmért, barlangnak tekinthető természetes üreg van. A völgy bal oldalában nyílik mindegyik.

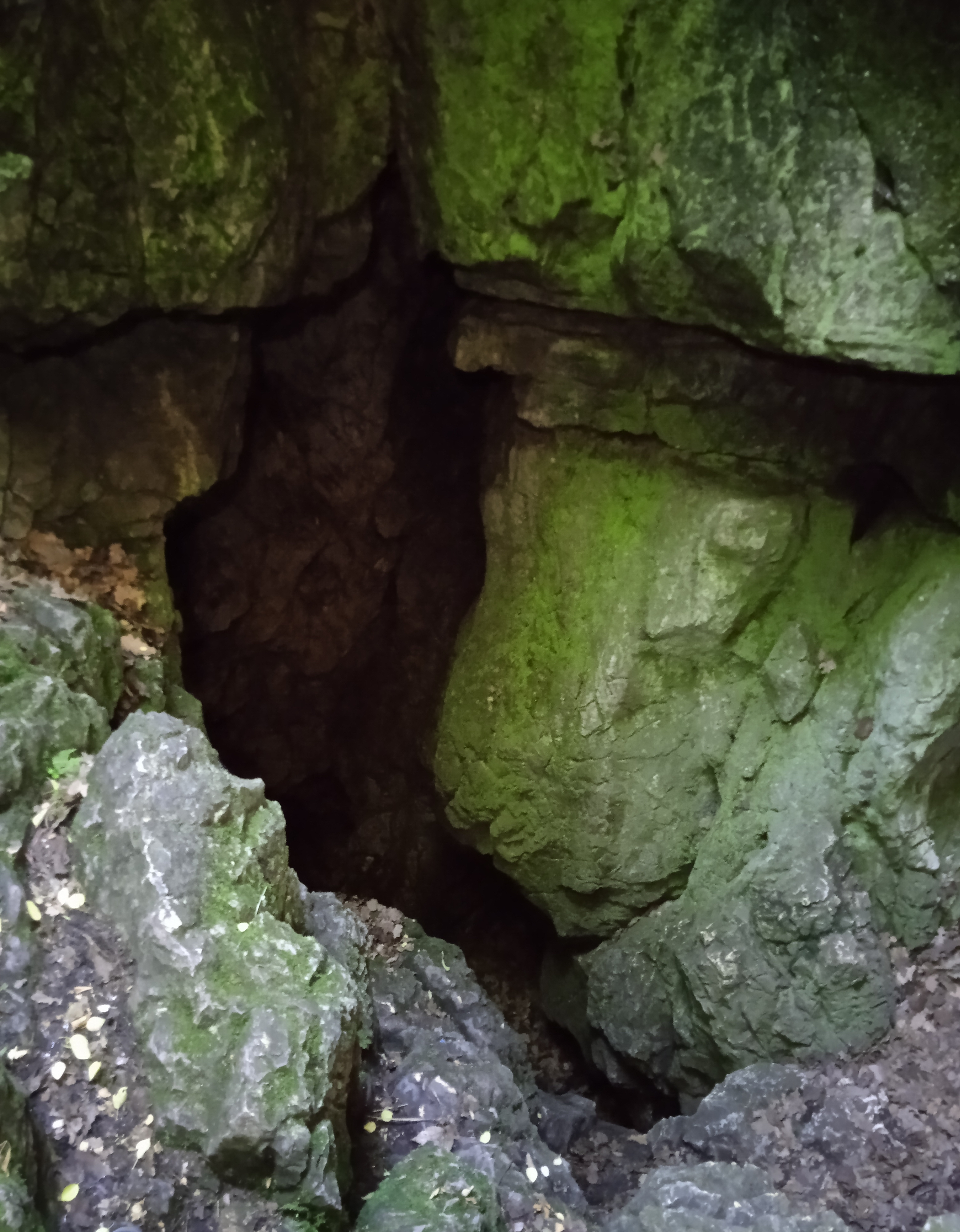
A Hét-lyuk egyik része

Közülük a Remete-barlang, a Hét-lyuk és két kisebb üreg az 1970. évi felmérés előtt fel lett mérve és vázlatos rajzaik publikálva lettek. A Feneketlen-zsomboly 17 m mély, ovális keresztmetszetű aknáját és alsó részeit, valamint a Hét-lyuk nyílt aknáját, azaz felszínre szakadt részét egyetlen összefüggő barlangnak számították, mert majdnem biztos szerkezeti kapcsolatuk. A Nyolcadik-lyukat külön barlangként kezelték. A publikációban megjelentek a barlang 1970-ben készült térképei. A tanulmányban látható a máriaremetei Remete-szurdok térképvázlata, amelyet az FTSK Barlangkutató Csoport 1970-ben rajzolt. A helyszínrajzon jelölve van a Hét-lyuk földrajzi elhelyezkedése.
Ny-ról K-i irányba számozva a Remete-szurdokban lévő barlangokat, sziklabordák szerint a dombgerincet alkotó III. sziklaborda K-i oldalában, kb. 380 m tengerszint feletti magasságban, a hegytetőhöz közel nyílik és a Nyolcadik-lyukkal együtt a Remete-hegy legmagasabban nyíló barlangrendszerét alkotják. A Hét-lyuk irodalomban sokszor volt ismertetve. Utolsó, részletes leírása az 1960. évi Hidrológiai Közlönyben napvilágot látott és Leél-Őssy Sándor által írt tanulmányban olvasható. A III. kőborda 9. számú barlangja. A Nyolcadik-lyuk folyosójának biztos a szerkezeti összefüggése a Hét-lyuk rendszer alsó, még ismeretlen járataival, de a két barlang legközelebbi ismert járatai 11 m-re vannak egymástól és a Nyolcadik-lyuk felszakadása, valamint felfedezése nemrég történt. Ezért különálló barlangokként kezelték a Hét-lyukat és a Nyolcadik-lyukat. Egy fülke a Nyolcadik-lyuknak az a része, amely a Hét-lyukat legjobban megközelíti. Mivel a cikk íróinak csak részletes felmérés volt célja, ezért csak a barlang és az üregformák akkori állapotát, valamint a térkép alapján megállapítható törésszerkezetet ismertették.
A barlang felső és a középső szintje a barlang nagy felszakadt részével átjárhatóan összefüggő üregekből áll. A Feneketlen-zsomboly alatti, omladékos terem szerkezetileg kapcsolódik a nagyrészt fedett, ÉNy-i irányú, a középső szint felnyílt járatához csatlakozó hasadékteremmel. Az alsó szint a legmélyebb ponton található Nagy-teremből, az Omladék-teremből és a lefelé vezető hasadékokból tevődik össze. A nagy, 7×3–4 m átmérőjű felszíni berogyás, amely lepusztult barlangrész a Hét-lyuk leglátványosabb formája. A VI. sz. lyuk és a nagyméretű VII. sz. kapu a berogyás bejáratai, amelyek a fennsík szintjén, közvetlenül a felszakadás mellett találhatók. A felszakadt részbe vezet egy félig fedett, K irányú járat végén, a gát alatt alacsony csőfolyosó, amelynek kis melléküregeiben és örvénykürtőszerű oldalfalain cseppkőlefolyások és kis pusztuló cseppkövek figyelhetők meg.

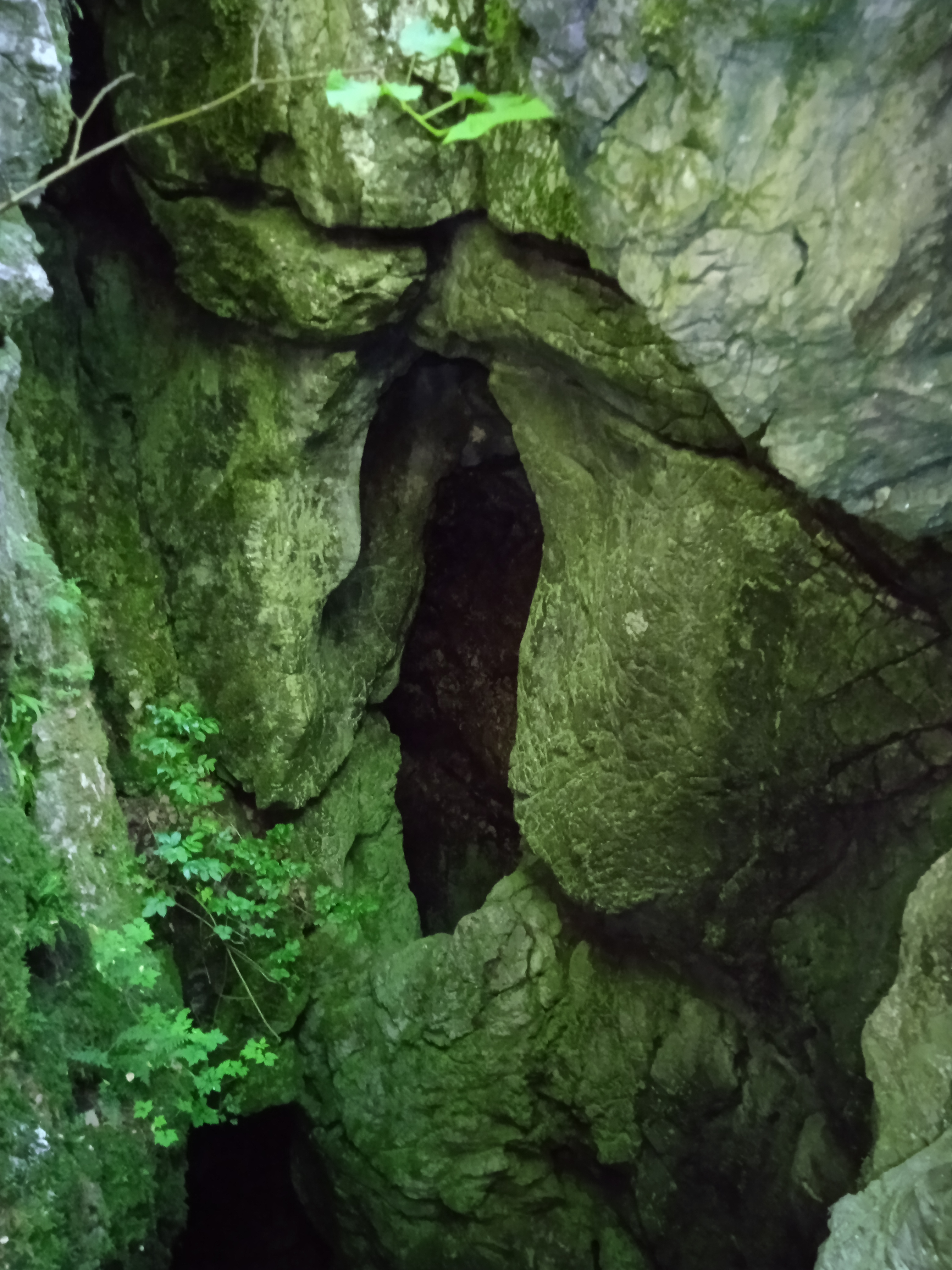
A Hét-lyuk egyik része

Egy ÉNy-i irányú, omladékos járószintű hasadékterem van kissé mélyebben, az I. sz. lyuk alatt. Az ismert alsó járat felett helyezkedik el ez a nagyméretű hasadék. A barlangrendszer alsó részébe vezet a Feneketlen-zsomboly, amelynek a IV. sz. lyuk a bejárata. A Feneketlen-zsombolyba a III. sz. lyuk kis fülkéjéből is át lehet jutni és valószínűleg itt jutott el az alsó barlangba az akna alatti, omladékkal feltöltött terem kitöltésének egy része. Az akna alatt K-re keskeny ablak nyílik egy hasadékba. Az Omladék-terembe, amely nagy méretű, a ledobált fatörzseken keresztül lehet leereszkedni. A kb. 50 m² alapterületű termet a kitöltés tagolja, amely sok helyen a főtéig ér. Ny-i oldalán folyosószerű, oldott formákat tartalmazó üreg nyílik. A felső, bejárati folyosó vége alá érnek szűk kürtői. A barlangrész ÉNy-i végén földes és omladékos, huzatos hasadék emelkedik, amely a nagy, felső hasadékteremmel függ össze.
Az alsó terembe, amelynek Nagy-terem a neve egy néhány helyen magas hasadékjárat vezet le az Omladék-teremből. A barlang legnagyobb terme a 10 m hosszú, 10 m magas és átlagosan 3 m széles, agyagos aljú Nagy-terem, amelynek falain és főtéjén oldott formák, É-i végén cseppkőkéreg jött létre. Itt van a barlang legmélyebb pontja, amely az akna bejáratától 33 m, a 0. ponttól 37,5 m mélységben van. Egy kicsi és alacsony fülke nyílik a terem talpszintjén és a fülke egy párhuzamos, Ny-i hasadék része. ÉK-re, egy 2 m-es kapun keresztül 8 m magas, 12 m² alapterületű, gömbkupolás fülkébe lehet jutni. Ez zárt és szép formájú gömbfülke, amely hasonló jellegű a Nagy-teremhez.
A III. sz. lyuk 6 m mély berogyását keskeny sziklaél választja el a nagy felszakadástól. A berogyással összefüggő fülkéből nagyon szűk kúszójárat vezet a talpszinten az I. pont alatti hasadékterembe. A terem talpa felett, 8 m magasan, kis párkányon van vége. A fülke D-i oldalának egyik része közvetlen összeköttetésben van a nagy aknával, egy másik része az akna melletti 6×4 m-es, boltozatos üregben végződik. Ennek az üregnek alja finomabb, agyagos törmelékből áll, amely az akna ablaka felé nagyon lejt és elképzelhető, hogy ez egy párhuzamos akna kitöltése. A szélesen elnyúló 4. sziklabordában, a Hét-lyuknál mélyebb, kb. 365 m tszf. magassági szinten Ny-ról K-re haladva először egy nagyon lepusztult, omladékos sziklautca található.
A Karszt és Barlang 1971. évi évfolyamában található egy Bertalan Károly által készített összeállítás a remete-hegyi barlangok irodalmáról, amelyben ez a barlang is szerepel. Bertalan Károly ismeretlen időpontban összeállított egy nyomtatásban nem megjelent irodalomjegyzéket a Hét-lyuk irodalmáról.

### 1972-től

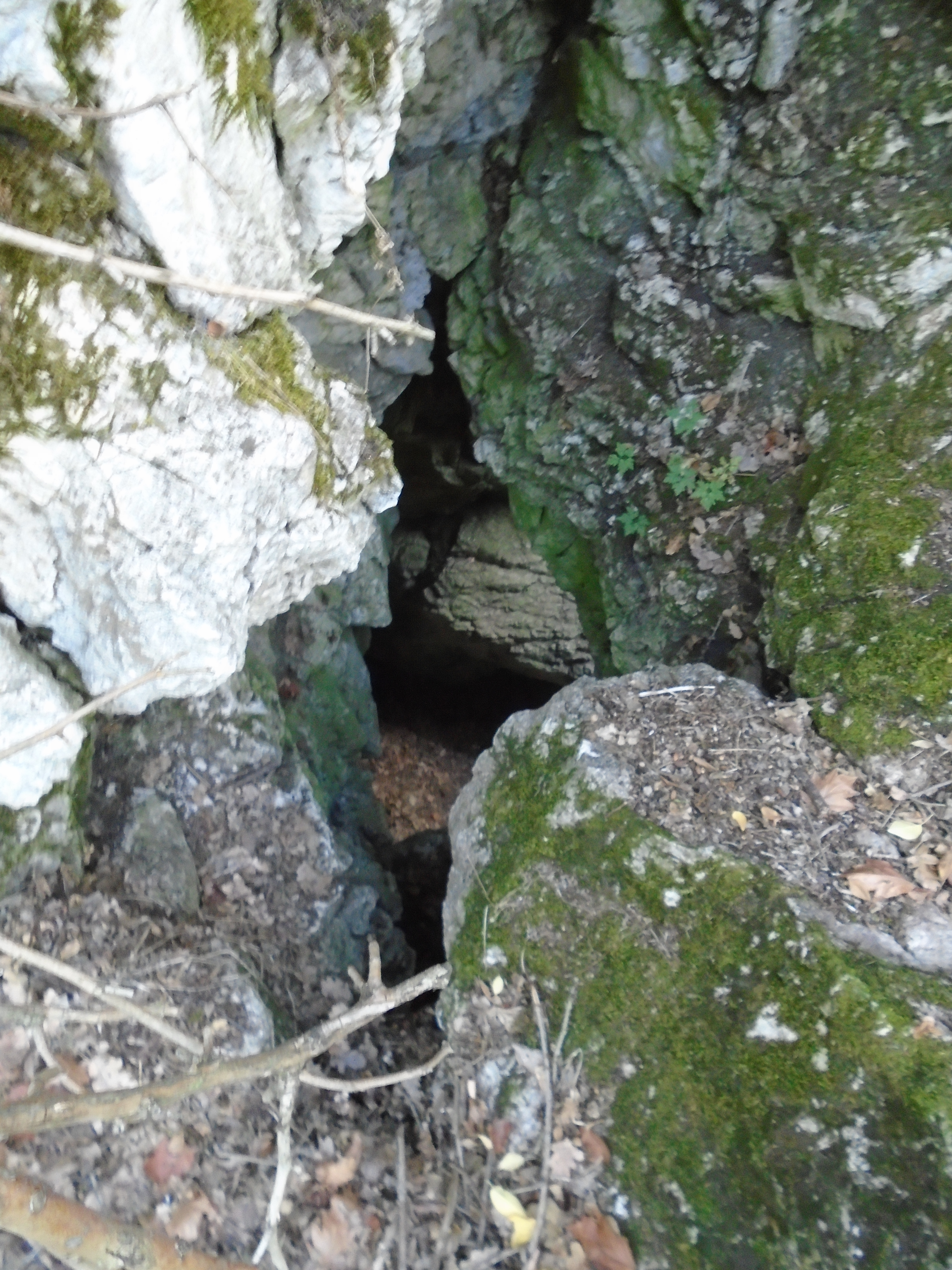
A Hét-lyuk egyik bejárata

1972-ben az FTSK Barlangkutató Csoport elkészítette a Hét-lyuk rendszer publikálható térképét. Két turista diák 1972. április 9-én belezuhant a barlangba. A Karszt- és Barlangkutatási Tájékoztató 1972. évi 6. füzetében és az 1972. évi Karszt és Barlangban, a Szabó Lászlóról szóló nekrológokban az látszik, hogy Szabó László is részt vett a mentésben. A Karszt- és Barlangkutatási Tájékoztató 1972. évi 7. füzetében megjelent jelentés szerint a két fiatalembert a BSE Természetjáró Szakosztály Barlangkutató Csoport tagjai mentették ki. Az 1972. évi Karszt és Barlang alapján a Barlangi Mentőszolgálat hozta felszínre és szállította le a hegyről a két súlyos sérültet. 1973. április 22-én a Budapesti Rendőrfőkapitányságról riasztották a Barlangi Mentőszolgálatot egy turista miatt, aki a barlangban szenvedett balesetet. A mentőszolgálat tagjai a kimerült és szorult helyzetben lévő fiatalembert kihozták a barlangból. Az 1974. évi Barlangnapon az FTSK barlangkutatói bemutatták a Hét-lyukról készült makettet. Az 1974 októberében és novemberében tartott, öt előadásból álló biztonságtechnikai előadássorozatot követő gyakorlati foglalkozás helyszíne a zsomboly volt. 1974-ben a Foton Barlangkutató Csoport elkészítette fénykép-dokumentációját.
A Bertalan Károly által írt, 1976-ban befejezett kéziratban a 32-es számú cédulán van ismertetve a nagykovácsi Remetehegyi 9. sz. barlang, amelynek a kézirat szerint további nevei Hét-lyuk zsomboly és Hét-lyuk barlangrendszer. A Budai-hegyekben lévő Remete-hegyen, a IV. sziklaborda tetején, 370 m tszf. magasságban nyílik és bejárata szakadékos, aknaszerű. Kettős rendszer. Az egyik egy 7,4 m-es beszakadás, VI. sz. lyuk és VII. sz. kapu, valamint az I. sz. nyílás, a II. sz. nyílás és az V. sz. nyílás. A másik a Feneketlen zsomboly, amelynek hossza kb. 50 m és mélysége 33 m, valamint amely egy 17 m-es kürtőből és két nagy, lejtős teremből áll. A megjegyzés szerint a foszfáttartalmú guanót kitermelték belőle és felszerelés nélkül járhatatlan, életveszélyes. Az ismertetés 1 publikáció alapján lett írva. A 31-es cédula szerint a Remete-hegyi 8. sz. barlang a Hétlyuk barlang felszakadásától 20 m-re D-i irányban nyílik és a Hétlyuk-zsomboly felé huzat érezhető. 1976-ban vált országos jelentőségű barlanggá a 4700-as (Budapest és Budai-hegység) barlangkataszteri területen lévő, nagykovácsi Hét-lyuk.
Jánossy Dénes az 1976. évi MKBT Beszámolóban megemlítette, hogy szórvány őslénytani leleteket gyűjtöttek a Pilis hegységben található Hétlyuk barlangból Juhász József és Szepesházi Imre. Kordos László 1976. évi MKBT Beszámolóban publikált írása szerint Juhász József 1976 júniusában a zsomboly 29 m-es mélységéből gyűjtött madár, denevér, vörös róka, kutya és mezei nyúl csontokat. Szepesházi Imre a 21-es aknából 1976. október 12-én gyűjtött kutya csontokat. Az 1976-ban talált leletek fiatalok és a közelmúltban, legfeljebb néhány száz éve behullott állatoktól származnak.

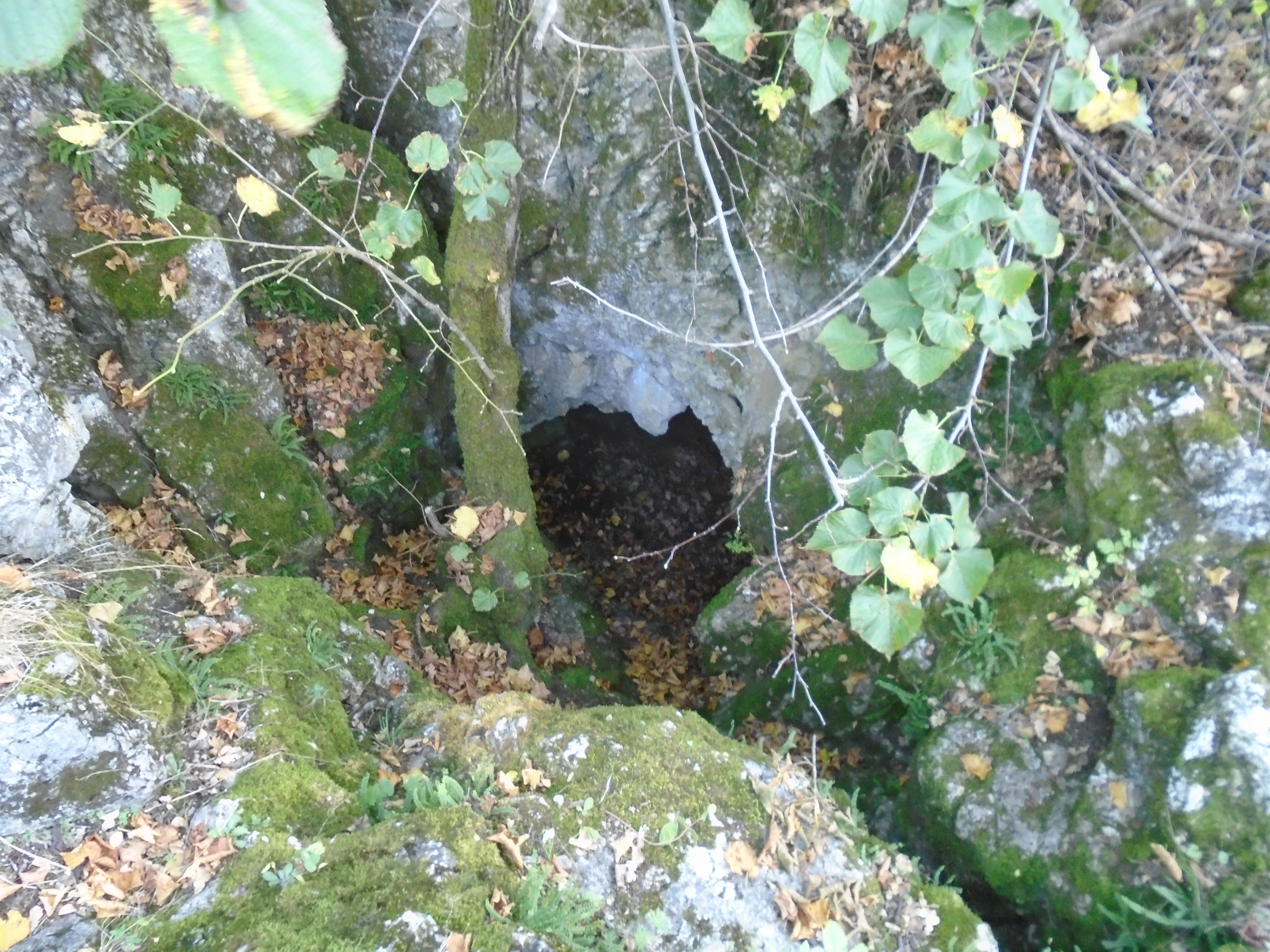
A Hét-lyuk egyik bejárata

A Bertalan Károly és Schőnviszky László által összeállított, 1976-ban megjelent Magyar barlangtani bibliográfia barlangnévmutatójában meg van említve a Budai-hegységben lévő, máriaremetei barlang Hét-lyuk néven Remete-hegyi-zsomboly névváltozattal. A barlangnévmutatóban fel van sorolva 19 irodalmi mű, amelyek foglalkoznak a barlanggal. Az 1977. május 30-án összeállított, országos jelentőségű barlangok listáján már nincs rajta. 1977-ben Karip Gyula valószínűleg Bufonidae, Ophidia, három madárfaj, Myotis, közönséges törpedenevér, valószínűleg hosszúszárnyú denevér, valószínűleg mezei hörcsög, valószínűleg pirókegér, kutya és juh, vagy kecske csontjait gyűjtötte benne.
Az 1982-ben napvilágot látott, Budai-hegység útikalauz című kiadványban az van írva, hogy a Remete-hegy oldalában nyíló barlangok nagy tudományos értéket képviselnek. A Remete-szurdokban, de főleg annak É-i oldalában, a Remete-hegy dachsteini mészkövének tektonikus hasadékai mentén sok barlangot hozott létre a hegy fokozatos kiemelkedésével együtt egyre mélyebbre leszálló karsztvíz. Ezek a jelenleg már kivétel nélkül pusztuló, szenilis és eltömődő barlangok a hegyoldalban különböző szintmagasságokban találhatók. A völgytalphoz közel lévők a fiatalabbak, a magasabban húzódók az idősebbek. Ezek a barlangok ugyanis a hegy kiemelkedésével egyre alacsonyabbra szálló karsztvíz akkori szintjét jelzik, amikor keletkeztek az egyes barlangok. 20-nál több barlang van a Remete-szurdokban. Ezek közül csak a nevezetesebbek (Hét-lyuk, Remete-barlang, Remete-völgyi Felső-barlang, Remete-hegyi-kőfülke, Remete-hegyi 14. sz. barlang) vannak a könyvben ismertetve.

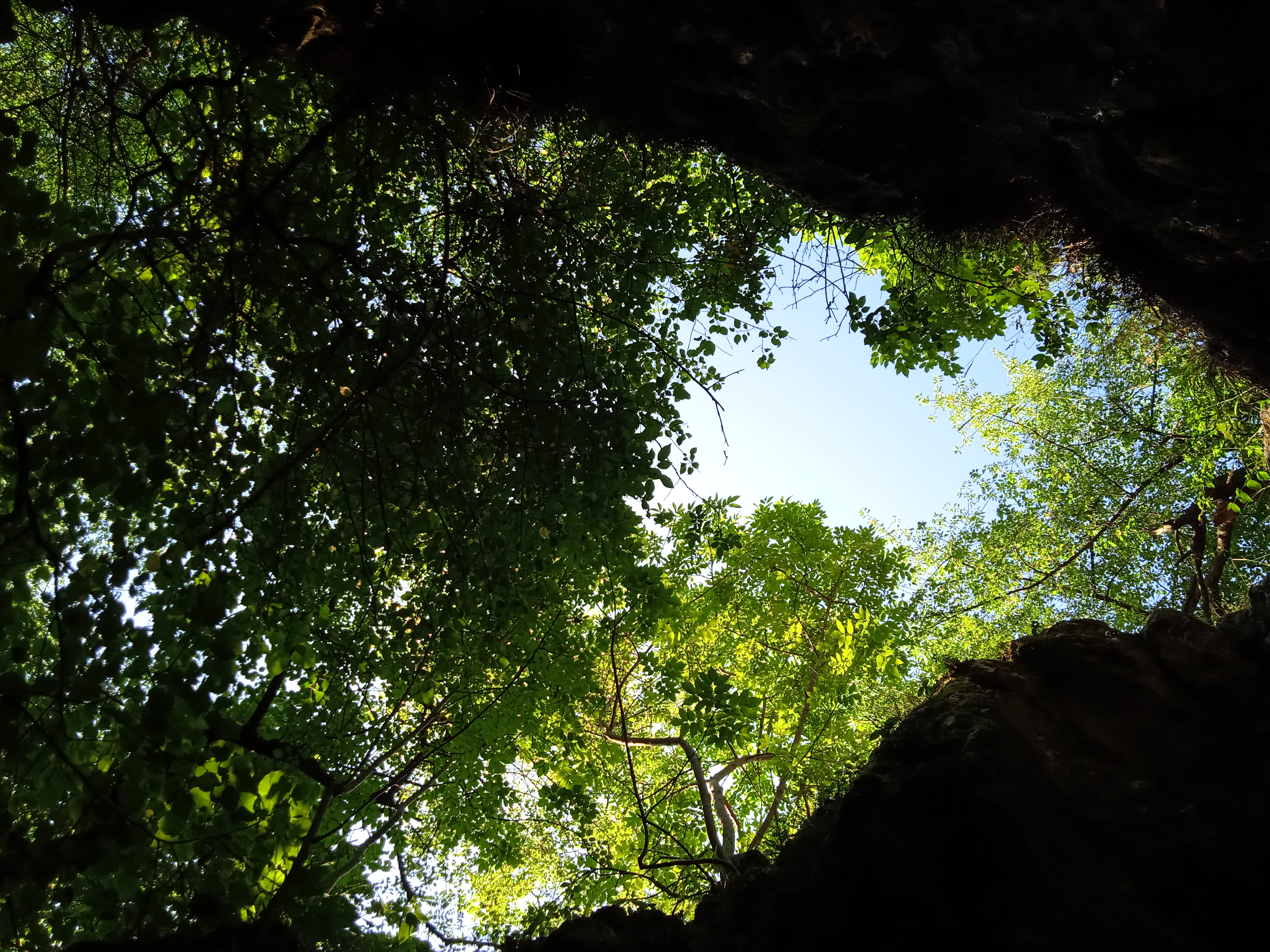
A Hét-lyuk egyik része

A Remete-hegy gerincén felfelé vezető útról balra ágazik le egy ösvény, amely a sziklák között megbújó Hét-lyukhoz ereszkedik. A Hét-lyuktól vissza kell menni az erdei útra, amelyen tovább felfelé haladva elérhető egy sziklapihenő. A Hét-lyuk a legösszetettebb karsztjelensége a Remete-szurdoknak. Fenn, a hegy peremén találhatók a Hét-lyuk bejáratai. Bejáratai a szurdok É-i falának felső peremén, a Remete-hegy fennsíkjának szélén, kb. 400 m tszf. magasságban vannak. A hegytetőről a mélybe nyúló 8 kürtőből, az alsóbb szinten elhelyezkedő két teremből és összekötőfolyosókból áll a barlangcsoport. Hét nyílása volt korábban csak ismert, amelyek miatt a nevét kapta. Nem mindegyik üregéből lehet átmenni a másikba, de a barlangcsoport üregei ugyanahhoz a nagyon lepusztult rendszerhez tartoznak. A kétnyílású Feneketlen-zsomboly kürtője a legmélyebb, amelybe 1931-ben ereszkedett le Kessler Hubert, aki kibontotta az alján felhalmozódott törmelékkúpot és bejutott a 21 m mélyen húzódó alsó barlangterembe. Puha anyag borította vastagon a terem fenekét: denevérguanó és elporladt csontok keveréke.
Legnagyobb részét kibányászták ennek az értékes, több 1000 mázsányi anyagnak, amely a barlang alját kb. 4 m vastagon fedte és nagyon sok, 14% volt foszforsavtartalma. Közvetlenül a Feneketlen-zsomboly mellett nyílik a 15 m mély Nagy-zsomboly, amely omlásból származó hatalmas törmelékhalommal ér véget. Ugyanide csatlakozik be másik négy szomszédos kürtő járata is. A Remete-barlang felett lévő sziklafalban húsznál több kisebb-nagyobb üreg van. A lyuk szó barlang jelentésével jelenleg is lehet találkozni, pl. a remete-hegyi Hét-lyuk nevében. Délszláv eredetű a Hét-lyuk üregcsoportjához tartozó Feneketlen-zsomboly és Nagy-zsomboly nevében lévő zsomboly szó, amely kútszerűen, függőlegesen a mélybe nyúló aknabarlangot jelent. A Remete-hegy Remete-szurdok felőli oldala meredek, sziklás és sok barlang található benne. A Budai-hegység barlangjainak földrajzi elhelyezkedését szemléltető helyszínrajzon látható a Remete-szurdok barlangjainak földrajzi elhelyezkedése.

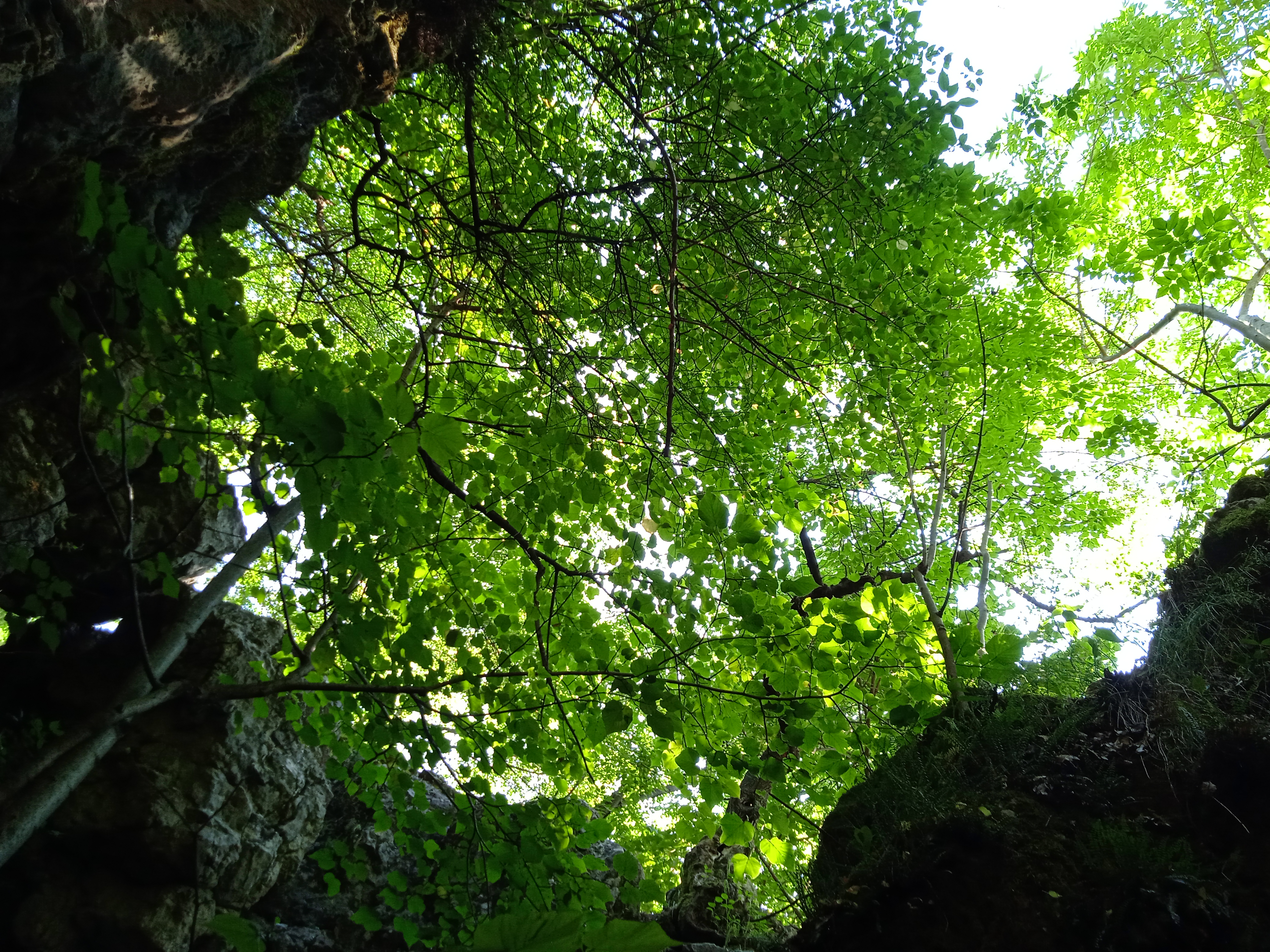
A Hét-lyuk egyik része

Az 1984-ben kiadott, Magyarország barlangjai című könyv országos barlanglistájában szerepel a Budai-hegységben lévő barlang remete-hegyi Hét-lyuk néven Remete-hegyi 9. sz. barlang és Hét-lyuk-zsomboly névváltozatokkal. A listához kapcsolódóan látható a Dunazug-hegység barlangjainak földrajzi elhelyezkedését bemutató 1:500 000-es méretarányú térképen a barlang földrajzi elhelyezkedése. A könyvben látható egy fénykép a barlangról. A fényképaláírás szerint régen és most is barlangkutatók kedvelt túrázóhelye. Az 1985. évi Karszt és Barlangban röviden ismertetve van, hogy a Hétlyuk-zsomboly és a Remete-szurdok volt a helyszíne az FTSK által rendezett 1982. évi Kinizsi Kupa országos barlangversenynek, amelyet a BEAC Barlangkutató Csoport tagjai, Bordács P., Csepregi I. és Simon B. nyertek.
A Magyarország Régészeti Topográfiája sorozat 1986-ban megjelent, A budai és szentendrei járás című kötetében, a 12/6. sz. lelőhely (remete-hegyi Alsó- és Felső-barlang) ismertetésében szó van arról, hogy az Ördög-árok szurdokvölgyének É-i oldalán emelkedő Remete-hegy D-i meredek, néhány helyen sziklás lejtőjén van néhány kis barlang. Régészeti leletek ezek közül az Alsó-barlangból, a Felső-barlangból és a Remete-hegyi Zsombolyból kerültek elő. Ezek gyakran budapesti barlangokként vannak bemutatva az irodalomban a főváros közelsége miatt. 1877-ben Lóczy Lajos ajándékozott a Magyar Nemzeti Múzeumnak 3 cserepet és állatcsontokat, amelyeket a budai Remetemária közelében elhelyezkedő sziklaodúban talált (MNM 168/1877. 1–4.).

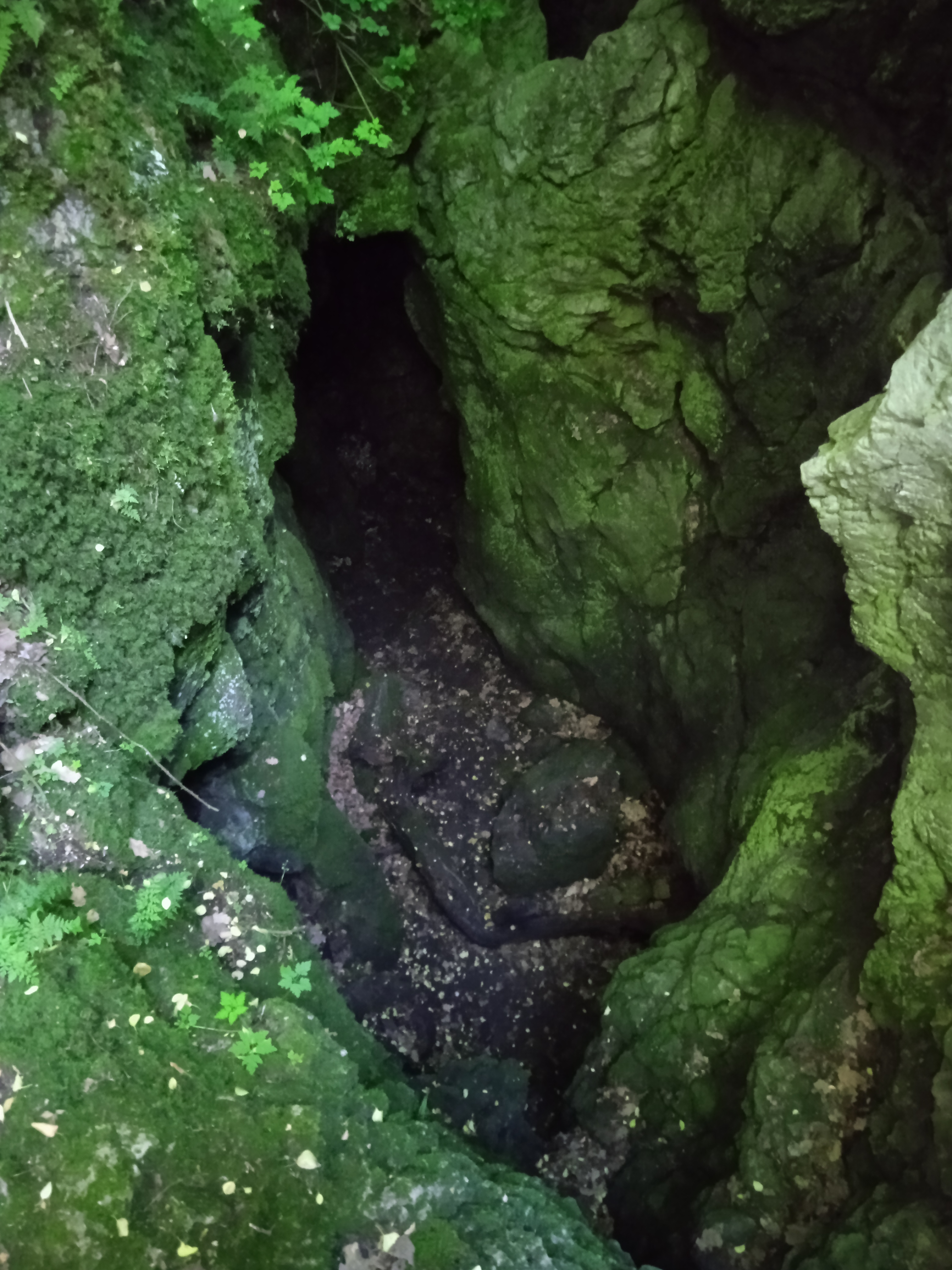
A Hét-lyuk egyik része

Az 1987. évi MKBT központi kutatótábor tájékoztatójában van egy ábra, amelyen megfigyelhető, hogy a budai barlangok közül néhány, pl. a Hét-lyuk mekkora tszf. magasságban helyezkedik el, illetve ezeknek a barlangoknak mekkora a függőleges kiterjedése. Az 1991. évi Földrajzi Közleményekben publikált és Hevesi Attila által írt tanulmány szerint az Ördög-árok szorosának sziklafalaiban és felső peremén van a bejárata a hegység legtöbb, leszálló hidegvizek által kialakult üregének, például a Hétlyuk-zsombolynak is. Az 1993-ban napvilágot látott Szerelmetes barlangjaim című könyvben részletesen le van írva Jakucs László és Leél-Őssy Sándor 1946. évi túrája a barlangban és a könyvben látható egy vázlatos hossz-szelvény rajz a zsombolyról, amelyet Jakucs László és M-né Kasza K. rajzoltak, valamint egy rajz Jakucs László barlangi zuhanásáról, amelyet Gönczi T. rajzolt. A leírás szerint a Hétlyuk-zsomboly szomszédságában néhány mély, kötél nélkül bejárható barlang nyílik.
1995-ben az Anubisz Barlangkutató Csoport a Feneketlen-akna aljáról eltávolította a 3–4 m magasságig felhalmozódott farönköket és egyéb hulladékot, valamint az akna alsó kiszállási pontján hulladékfogó ácsolatot épített. A Bekey Imre Gábor Barlangkutató Csoport 1997 szeptemberében a Hétlyuk-zsomboly üregcsoportjának nyolcadik, különálló lyukában, az akna aljánál lévő falon függeszkedő kis patkósdenevért észlelt. Kraus Sándor 2004. évi beszámolója szerint a Hét-lyuk kb. 70 m hosszú és 30 m mély. A hévizes eredetű barlang triász mészkőben alakult ki. A gömbüstös járatok egy részébe lehatol a felszíni világosság és ezért ez a rész járható felszerelés nélkül. A barlang alján omlott törmelék van sok szeméttel és üvegszilánkkal. Jellege miatt alkalmas kötéltechnika gyakorlására. A 2005-ben megjelent, Magyar hegyisport és turista enciklopédia című könyvben található egy Hétlyuk-zsomboly nevű szócikk, amelyben azt lehet olvasni, hogy a Budai-hegységben van a megkülönböztetett védelmet igénylő barlang. A Remete-szurdok legfelső, 130 m magasságban húzódó barlangszintjén, 7×4 m átmérőjű berogyásban van a bejárata. Mélysége 33 m és a hegység egyetlen aknabarlangja a nagyon látványos zsomboly.
A Duna–Ipoly Nemzeti Park Igazgatóság működési területén, a Budai-hegységben elhelyezkedő és 4772/16 kataszteri számú Hét-lyuk, 2006. február 28-tól, a környezetvédelmi és vízügyi miniszter 8/2006. KvVM utasítása szerint, megkülönböztetett védelmet igénylő barlang. A 2011. évi Karszt és Barlangban kiadott, Vukov Péterről szóló nekrológ szerint Vukov Péter rendszeresen túrázott társaival a barlangban. A Duna–Ipoly Nemzeti Park Igazgatóság működési területén lévő és 4772-16 kataszteri számú Hét-lyuk, 2012. február 25-től, a vidékfejlesztési miniszter 4/2012. (II. 24.) VM utasítása szerint, megkülönböztetetten védett barlang. A Duna–Ipoly Nemzeti Park Igazgatóság adatai szerint az M0-s autóút nyugati szektor, 10-es főút – 1-es főút közötti tervezett szakasz A változatának nyomvonala 100 m-re közelíti meg a Hét-lyukat.

## További irodalom
- Ács Tivadar: Feljegyzés a barlangi foszfátok tárgyában. Kézirat. Budapest, 1950. december. (A kézirat megtalálható a Magyar Állami Földtani Intézet Adattárában.)
- Bertalan Károly: Jelentés... BETE Barlangnapló, 1942.
- Cholnoky Jenő: Magyarország földrajza. (Föld és élete 6.) 1936.
- Csorba Csaba szerk.: Turista magazin útikalauza. 21. sz. 1974/1.
- Jakucs László: Felfedező utakon a föld alatt. Gondolat Könyvkiadó, 1959. 9–11., 20–22. old.
- Jaskó Sándor: Jelentés... BETE Barlangnapló, 1942.
- Kessler Hubert: Jelentések... BETE Barlangnapló, 1932.
- Leél-Őssy Sándor: A remetehegyi Hétlyuk-zsomboly. Idegenforgalmi Tájékoztató, 1952. február–március. (18. sz.) 10–11. old.
- –: BETE Barlangnapló, I. 1934. szeptember 16.
- –: Budai hegyek. (Turistatérkép.) Mérték 1:25.000. Tervezte és kiadja a M. kir. Állami Térképészeti Intézet, Budapest, 1936. (Kirándulók térképe 1. sz.)